# Asasinarea lui John F. Kennedy
Pe 22 noiembrie 1963, John F. Kennedy, al 35-lea președinte al Statelor Unite, a fost asasinat în timp ce mergea într-o coloană oficială⁠(d) prezidențială prin Dealey Plaza⁠(d) din Dallas, Texas. Kennedy se afla în vehicul cu soția sa Jacqueline, cu guvernatorul Texasului John Connally⁠(d) și cu soția lui Connally, Nellie, când a fost împușcat mortal din depozitul de cărți școlare al statului Texas⁠(d) aflat în apropiere, de către Lee Harvey Oswald, un fost pușcaș marin american. Coloana s-a îndreptat apoi în grabă spre Parkland Memorial Hospital⁠(d), unde Kennedy a fost declarat mort la aproximativ 30 de minute după împușcare; Connally a fost și el rănit în atac, dar s-a vindecat. Vicepreședintele Lyndon B. Johnson a depus de urgență jurământul ca președinte⁠(d) două ore și opt minute mai târziu la bordul lui Air Force One la Dallas Love Field⁠(d).
După asasinat, Oswald s-a întors acasă pentru a lua un pistol; la scurt timp după aceea, el l-a împușcat și l-a ucis pe JD Tippit⁠(d), un polițist din Dallas. La aproximativ 70 de minute după ce Kennedy și Connally au fost împușcați, Oswald a fost reținut de Departamentul de Poliție din Dallas și acuzat, conform legii statului Texas, de uciderea lui Kennedy și Tippit. Două zile mai târziu, la orele 11:21 am pe 24 noiembrie 1963, în timp ce televiziunile transmiteau în direct mutarea lui Oswald prin subsolul Cartierului General al Poliției din Dallas, și el a fost împușcat mortal de patronul unui club de noapte din Dallas, Jack Ruby. La fel ca Kennedy, Oswald a fost dus la Parkland Memorial Hospital, unde a murit la scurt timp. Ruby a fost condamnat pentru uciderea lui Oswald, dar decizia a fost anulată în apel, iar Ruby a murit în închisoare în 1967, în așteptarea unui nou proces.
După o anchetă de 10 luni, Comisia Warren⁠(d) a concluzionat că Oswald l-a asasinat pe Kennedy și că nu există nicio dovadă că Oswald sau Ruby ar fi făcut parte din vreo conspirație. În 1967, procurorul districtual din New Orleans, Jim Garrison, a deschis singurul proces penal pentru uciderea lui Kennedy⁠(d), în care a fost acuzat antreprenorul Clay Shaw⁠(d); Shaw a fost achitat. Anchetele federale ulterioare — precum Comisia Rockefeller⁠(d) și Comisia Church⁠(d) — au fost de acord cu constatările generale ale Comisiei Warren. În raportul său din 1979, Comitetul Selecționat al Camerei Reprezentanților Statelor Unite pentru Asasinate⁠(d) (HSCA) a concluzionat că Kennedy a fost probabil „asasinat ca urmare a unei conspirații”. HSCA nu a identificat posibili conspiratori, dar a concluzionat că există „o probabilitate mare ca doi oameni înarmați să fi tras în [președinte]”. Concluziile HSCA s-au bazat în mare parte pe o înregistrare pe Dictabelt a poliției, și mai târziu au fost demontate de Departamentul de Justiție al SUA.
Asasinarea lui Kennedy rămâne încă subiect de ample dezbateri și a dat naștere multor teorii ale conspirației și scenarii alternative; sondajele au constatat că marea majoritate a americanilor credeau că există o conspirație. Asasinarea a avut un impact profund și a fost primul dintre cele patru asasinate majore din anii 1960 în Statele Unite cu doi ani înainte de asasinarea lui Malcolm X⁠(d) în 1965 și cu cinci ani înainte de asasinarea lui Martin Luther King Jr. și a fratelui lui Kennedy, Robert, în 1968. Kennedy a fost al patrulea președinte al SUA care a fost asasinat și cel mai recent care a murit în funcție⁠(d).

## Context

### Kennedy

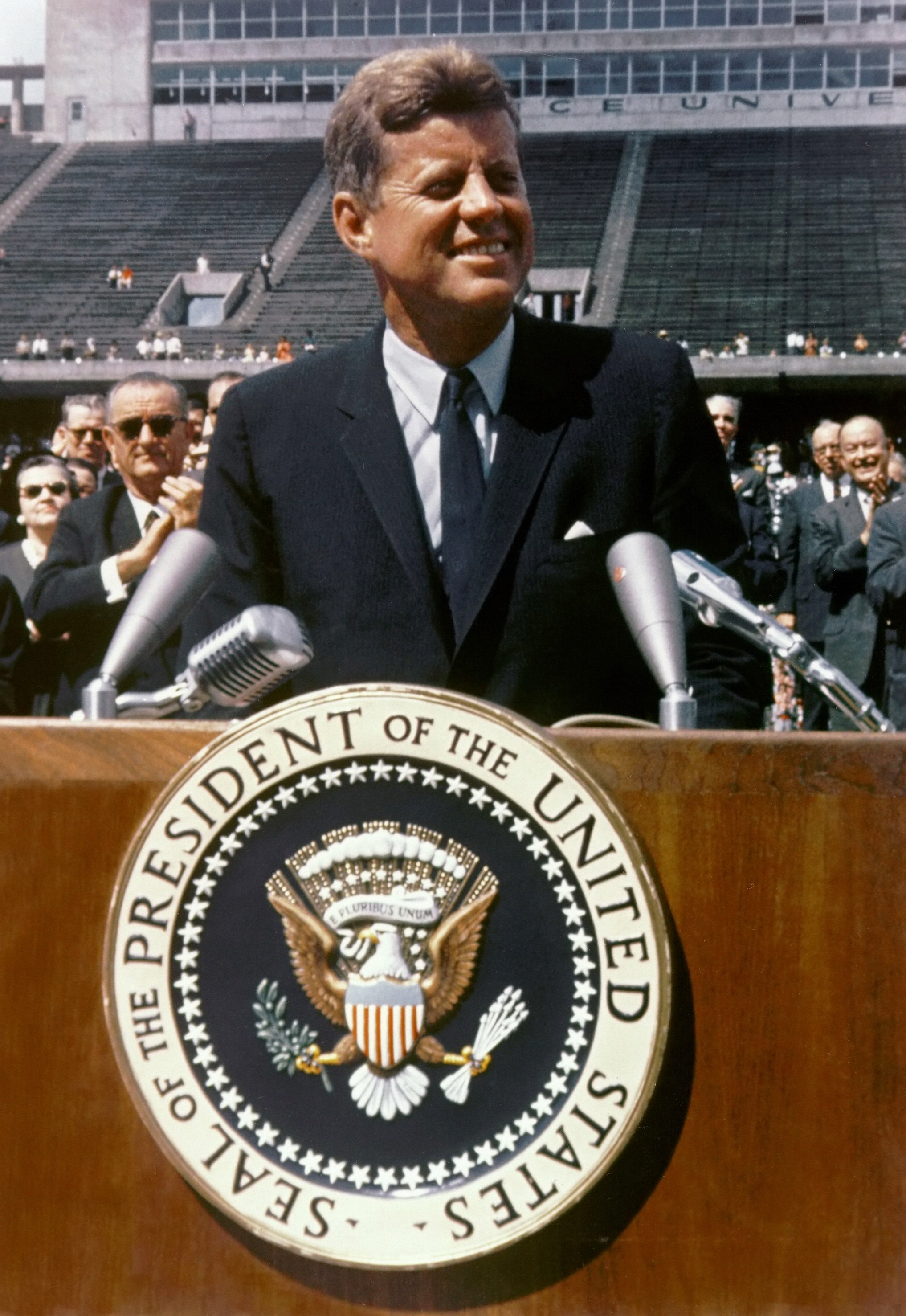
Kennedy susținând discursul său „” la, 1962

În 1960, John F. Kennedy, pe atunci senator al SUA din partea statului Massachusetts, a fost ales ca al 35-lea președinte al Statelor Unite, cu Lyndon B. Johnson ca partener vicepreședinte. Mandatul lui Kennedy s-a desfășurat la apogeul Războiului Rece, și ca urmare o mare parte din politica sa externă a fost dedicată combaterii Uniunii Sovietice și comunismului. În calitate de președinte, a autorizat operațiunile de răsturnare a guvernului comunist al lui Fidel Castro în Cuba, care a culminat cu invazia eșuată din Golful Porcilor din 1961, în timpul căreia a refuzat să implice direct trupele americane. În anul următor, Kennedy a dezescaladat criza rachetelor cubaneze, un incident considerat pe scară largă ca punctul cel mai apropiat de holocaustul nuclear⁠(d) în care s-a aflat omenirea.
În 1963, Kennedy a decis să călătorească în Texas pentru a elimina fricțiunile din Partidul Democrat al statului⁠(d) între senatorul american Ralph Yarborough⁠(d), de orientare mai liberală, și guvernatorul John Connally⁠(d), mai conservator. Vizita a fost convenită pentru prima dată de Kennedy, Johnson și Connally în timpul unei întâlniri la El Paso în iunie. Traseul coloanei oficiale a fost finalizat pe 18 noiembrie și anunțat la scurt timp după aceea. Kennedy considera călătoria în Texas și o ocazie de lansare informală a campaniei sale pentru realegere în vederea scrutinului din 1964⁠(d).

### Oswald
Lee Harvey Oswald (născut în 1939) era un fost pușcaș marin Marine care servise în Japonia și în Filipine și care fusese influențat de doctrina comunistă de când îl citise pe Karl Marx la 14 ani.  După ce s-a împușcat accidental în cot cu un pistol neautorisat și după ce s-a bătut cu un ofițer, Oswald a fost de două ori judecat de curți marțiale și degradat. În septembrie 1959, a fost lăsat la vatră pe motiv de dependență⁠(d) după ce a susținut că mama lui suferă de un handicap. La 19 ani, Oswald a plecat pe mare cu o navă de mărfuri de la New Orleans spre Franța și apoi a călătorit până în Finlanda, unde a primit o viză sovietică.
Oswald a transfugit⁠(d) în Uniunea Sovietică, și în ianuarie 1960 a fost trimis să muncească la o fabrică din Minsk, RSS Bielorusă. În 1961, a cunoscut-o pe Marina Prusakova⁠(d) și s-a căsătorit cu ea, iar cei doi au avut un copil. În 1962, s-a întors în Statele Unite cu un împrumut de repatriere din partea Ambasadei SUA. S-a stabilit în zona Dallas/Fort Worth, unde a socializat cu emigranți ruși—între care George de Mohrenschildt⁠(d). În martie 1963, un glonț a trecut foarte aproape de generalul Edwin Walker⁠(d) la locuința lui din Dallas; un martor a observat doi bărbați suspecți. Pe baza mărturiei Marinei, a unui bilet lăsat de Oswald, și probelor balistice, Comisia Warren⁠(d) i-a atribuit această tentativă de asasinat lui Oswald.
În aprilie 1963, Oswald s-a întors în orașul natal, New Orleans, și a înființat o filială independentă a Comitetului Fair Play for Cuba⁠(d), pro-Castro, el fiind singurul membru. În timp ce împărțea literatură pro-Castro alături de niște compatrioți necunoscuți, Oswald a fost arestat după ce s-a încăierat cu exilați cubanezi⁠(d) anti-Castro. Spre sfârșitul lui septembrie 1963, Oswald s-a deplasat la Ciudad de México, unde, conform Comisiei Warren, a vizitat ambasadele sovietică și cubaneză. Pe 3 octombrie, Oswald s-a întors la Dallas și a găsit de lucru la Depozitul de Carte Școlară al Texasului⁠(d) din Dealey Plaza⁠(d). În zilele de lucru, locuia separat de Marina într-o cameră închiriată⁠(d). În dimineața asasinatului, el a dus un pachet lung (despre care a spus colegilor de muncă că ar conține tije) în Depozit; Comisia Warren a concluzionat că acest pachet conținea pușca dezasamblată a lui Oswald.

## 22 noiembrie

### Sosirea lui Kennedy la Dallas și ruta spre Dealey Plaza
Pe 22 noiembrie, Air Force One a aterizat pe Dallas Love Field⁠(d) la 11:40 a.m. Președintele Kennedy și prima doamnă s-au urcat într-o limuzină decapotabilă Lincoln Continental 1961⁠(d) pentru a merge la un prânz la Dallas Trade Mart⁠(d). Alți ocupanți ai acestui vehicul — al doilea din coloană — erau agentul Serviciului Secret⁠(d) Bill Greer⁠(d), la volan; agentul special Roy Kellerman⁠(d) pe scaunul din față; și guvernatorul Connally și soția sa, Nellie, care stăteau chiar în fața soților Kennedy. Patru polițiști din Dallas pe motociclete însoțeau limuzina lui Kennedy. Vicepreședintele Johnson, soția lui, Lady Bird, și senatorul Yarborough mergeau în altă decapotabilă.
Întortocheatul traseu de 16 km prin Dallas a fost gândit pentru a-i oferi lui Kennedy expunere maximă la public în timp ce trecea printr-o secțiune suburbană a Dallasului, și prin Main Street⁠(d) din centrul Dallasului⁠(d), înainte de a vira la dreapta pe Houston Street. După încă un cvartal, coloana oficială urma să vireze la stânga pe Elm Street, să treacă prin Dealey Plaza, să treacă pe un scurt segment din Stemmons Freeway⁠(d) spre Trade Mart. Ruta planificată fusese anunțată în ziare cu câteva zile înainte. În ciuda îngrijorărilor despre protestatari ostili — ambasadorul lui Kennedy la ONU Adlai Stevenson fusese scuipat la Dallas cu o lună în urmă — Kennedy a fost primit cu căldură de mulțimi entuziaste.

### Împușcarea
Limuzina lui Kennedy a intrat în Dealey Plaza la 12:30 p.m. CST. Nellie Connally s-a întors și a comentat spre Kennedy, care stătea în spatele ei: „domnule președinte, nu mai pot să vă facă să credeți că nu sunt oameni în Dallas care vă iubesc și vă apreciază, nu e așa?” Răspunsul lui Kennedy – „Nu, sigur că nu” – au fost ultimele lui cuvinte.
De pe Houston Street, limuzina a virat la stânga, cum se hotărâse, pe Elm, trecând de Depozitul de Carte Școlară. Când a continuat pe Elm Street, s-au tras mai multe focuri de armă: circa 80% din martori și-au amintit că au auzit trei focuri de armă. Comisia Warren a concluzionat că s-au tras trei focuri și a consemnat că cei mai mulți martori își amintesc al doilea și al treilea foc de armă foarte aproape unul de altul. La scurt timp după ce Kennedy a început să facă cu mâna, unii martori au auzit primul foc de armă, dar puțini oameni din mulțime sau din coloana oficială au reacționat, mulți crezând că a fost o petardă sau un rateu⁠(d).
La o secundă unul de altul, guvernatorul Connally și doamna Kennedy s-au întors brusc dinspre stânga spre dreapta. Connally—vânător cu experiență—a recunoscut imediat sunetul unui foc de armă și și-a întors capul și trunchiul spre dreapta, neobservând nimic neobișnuit în spatele lui. El a depus mărturie că nu îl vedea pe Kennedy, așa că a început să se întoarcă din nou spre față (dinspre dreapta spre stânga), și când capul era la circa 20 de grade stânga de centru, a fost lovit în umărul drept în spate de un foc de armă pe care nu îl auzise, apoi a strigat: „Doamne. Ne omoară pe toți!”
Conform Comisiei Warren și HSCA, Kennedy făcea cu mâna mulțimii din dreapta lui când un glonț i-a intrat în ceafă și a ieșit prin gât chiar sub laringe. Și-a ridicat coatele și și-a strâns pumnii în dreptul feței și gâtului, apoi s-a aplecat în față și spre stânga. Doamna Kennedy, în fața lui, și-a pus brațele în jurul lui. Deși era o rană gravă, probabil i-ar fi supraviețuit.
Conform teoriei unui singur glonț⁠(d) a comisiei Warren—ironizată ca „teoria glonțului magic” de conspiraționiști—guvernatorul Connally a fost rănit de același glonț care a ieșit din gâtul lui Kennedy. Glonțul a creat o rană de intrare ovală lângă umărul lui Connally, a lovit și a distrus câțiva centimetri din a cincea coastă din dreapta, și a ieșit din piept chiar sub mamelonul drept, găurindu-i și dezumflându-i plămânul. Același glonț i-a intrat în braț chiar deasupra încheieturii drepte și i-a fracturat radiusul. Glonțul a ieșit chiar sub încheietură în partea interioară a plamei drepte și în final i s-a înfipt în coapsa stângă.
Când limuzina a trecut pe lângă taluzul înierbat⁠(d), Kennedy a mai fost lovit de un glonț, de această dată fatal, în cap. Comisia Warren nu a decis dacă acesta a fost al doilea sau al treilea foc de armă tras, și a concluzionat—ca și HSCA—că al doilea glonț care l-a lovit pe Kennedy a intrat prin spatele capului. A trecut apoi în fragmente prin craniu, creând o gaură mare, „aproximativ ovulară”  în partea din dreapta, spate a capului, împrăștiind sânge și fragmente. Pete de creier și sânge au ajuns până la următoarea mașină a Serviciului Secret și la polițiștii pe motocicletă.
Agentul Serviciului Secret Clint Hill⁠(d) mergea pe pragul lateral al mașinii aflată imediat în spatele limuzinei lui Kennedy. Hill a depus mărturie în fața Comisiei Warren că a auzit un foc de armă, a sărit pe stradă, și a alergat înainte să se urce pe limuzină și să-l protejeze pe Kennedy. Hill a afirmat că a auzit focul fatal când a ajuns la mașina Lincoln, la „aproximativ cinci secunde" după prima împușcătură auzită. După ce a fost împușcat în cap, doamna Kennedy a început să se întindă pe portbagajul limuzinei, dar mai târziu nu își amintea să fi făcut așa ceva. Hill credea că ea se întindea după o bucată din craniul lui Kennedy. El a sărit pe bara limuzinei, și s-a agățat de mașină în timp ce ieșea din Dealey Plaza și se grăbea spre Spitalul Memorial Parkland⁠(d). După ce doamna Kennedy a revenit pe scaunul ei, guvernatorul și doamna Connally au auzit-o spunând repetat: „Mi-au omorât bărbatul. Am creierul lui în mână.”
Trecătorul James Tague⁠(d) a fost și el rănit minor în obraz—fie de la un glonț, fie de la fragmente din bordura de beton—când stătea lângă tripla subtraversare. Nouă luni mai târziu, FBI a demontat bordura, și analiza spectrografică a găsit reziduuri metalice consistente cu miezul de plumb al muniției lui Oswald. Tague a depus mărturie în fața Comisiei Warren și a declarat la început că a fost rănit fie de a doua, fie de a treia împușcătură pe care își amintește să o fi auzit. Când avocatul comisiei l-a presat să fie mai clar, Tague a spus că a fost rănit de al doilea foc de armă.

### Urmările dinDealey Plaza

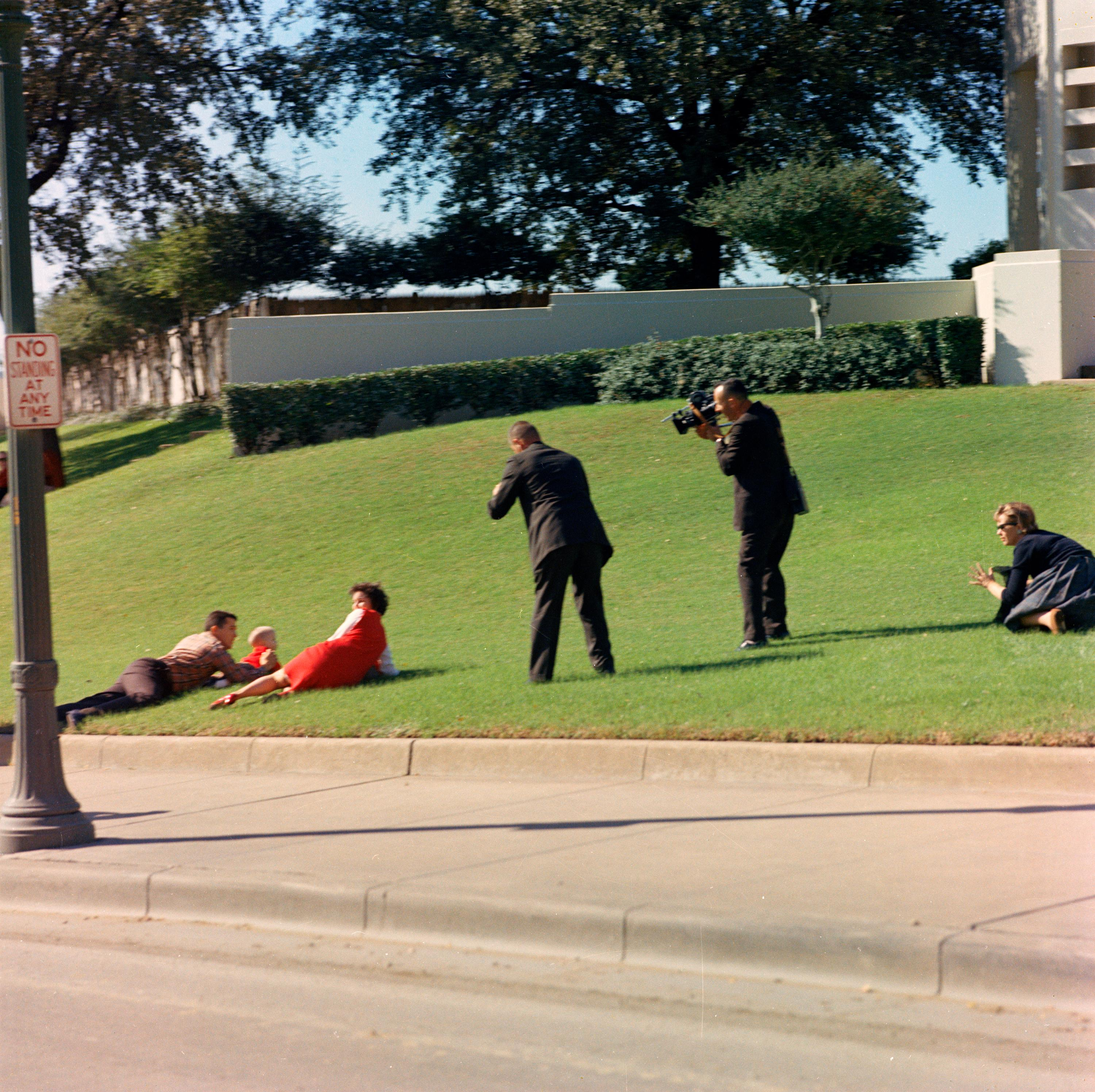
Civili, culcați pe iarbă, adăpostindu-și copiii după ce au auzit focuri de armă. Taluzul înierbat și gardul de uluci se văd în fundal.

După ce coloana oficială a plecat din Dealey Plaza, unii martori au căutat să se adăpostească, și alții au alergat alături de polițiști în sus pe taluzul înierbat căutând un trăgător. Nu au găsit pe nimeni în spatele gardului de uluci de pe taluz. Printre cei 178 de martori care au vorbit Comisiei Warren, 78 nu erau siguri de unde au venit focurile de armă, 49 credeau că au venit din Depozit, și 21 credeau că au venit dinspre taluzul înierbat. Niciun martor nu a declarat că ar fi văzut pe cineva—cu sau fără armă—chiar în spatele gardului cu uluci de pe taluz la momentul împușcăturilor.
Lee Bowers⁠(d) se afla într-un turn de schimbat macazuri⁠(d) cu două etaje la 110 m în spatele gardului cu uluci de pe taluzul înierbat; el privea coloana oficială și avea câmp liber de vedere spre singura rută pe care ar putea cineva să fugă de pe taluzul înierbat; el nu a văzut pe nimeni plecând de acolo. În mărturia în fața Comisiei Warren, Bowers a afirmat că „unul sau doi” oameni se aflau între el și gard la momentul asasinatului: unul era un îngrijitor de parcare pe care îl știa, și celălalt purta o uniformă ca a unui custode de tribunal de comitat. El a spus că a văzut „ceva freamăt” pe taluzul înierbat la momentul asasinatului: „ceva neobișnuit, un soi de forfotă, dar ceva neobișnuit s-a întâmplat în locul acela, care mi-a atras privirea dintr-un motiv pe care nu l-am putut identifica”.
La 12:36 p.m., adolescentul Amos Euins l-a abordat pe sergentul D.V. Harkness de la Poliția Dallas să îi spună că a văzut un „bărbat de culoare⁠(d) ... aplecându-se de pe fereastră [cu] o pușcă” la etajul șase al Depozitului în timpul asasinatului; ca urmare, Harkness a transmis prin radio că închide Depozitul. Martorul Howard Brennan⁠(d) a abordat mai târziu un inspector de poliție să îi spună că a văzut un trăgător—un bărbat alb în haine kaki—la aceeași fereastră. Poliția a transmis descrierea dată de Brennan bărbatului la orele 12:45 p.m. Brennan a depus mărturie că, după al doilea foc de armă, „acest bărbat ... țintea pentru ultimul foc ... și poate s-a mai oprit o secundă ca și cum s-ar fi asigurat că și-a lovit ținta.” Martorul James R. Worrell Jr. a declarat și el că a văzut țeava unei puști ieșind de la o fereastră de la etajul șase al Depozitului. Bonnie Ray Williams, care se afla la etajul al cincilea al Depozitului, a afirmat că reverberațiile produse de pușcă au fost atât de tari și de apropiate că i-a căzut în cap gips de pe tavan.

### Fuga lui Oswald, uciderea lui J. D. Tippit, și arestarea
Când au percheziționat etajul al șaselea al Depozitului, doi ajutori de șerif au găsit o pușcă cu percutor de fabricație italiană Carcano M91/38. Oswald cumpărase acea pușcă în luna martie a acelui an sub numele fals „A. Hidell” și a comandat livrarea ei la căsuța lui poștală⁠(d) din Dallas. FBI a găsit amprenta palmară parțială a lui Oswald pe țeavă, și fibre pe pușcă, consistente cu cămașa lui Oswald. Un glonț găsit în patul mobil de spital al guvernatorului Connally și două fragmente găsite în limuzină au fost potrivite balistic⁠(d) cu pușca Carcano.

Oswald a plecat din Depozit și s-a deplasat cu autobuzul la locul unde se caza în zilele de lucru, de unde și-a luat o jachetă și un revolver. La 1:12 p.m., polițistul J. D. Tippit⁠(d) l-a observat pe Oswald mergând pe jos în cartierul rezidențial Oak Cliff⁠(d) și l-a chemat la mașina lui de patrulare. După un schimb de replici, Tippit a ieșit din vehicul; Oswald l-a împușcat atunci pe Tippit de trei ori în piept. Când Tippit a căzut pe jos, Oswald a mai tras un glonț în tâmpla dreaptă a lui Tippit. Oswald a plecat apoi calm și a luat-o la fugă doar după ce s-au apropiat martorii.
Când Poliția Dallas au efectuat apelul de prezență al angajaților Depozitului, șeful lui Oswald, Roy Truly a observat că Oswald este absent și a atras atenția poliției. Pe baza unei false identificări a lui Oswald, poliția Dallas a pătruns într-o bibliotecă din Oak Cliff înainte de a-și da seama de greșeală. La 1:36 p.m., poliția a fost chemată după ce Oswald a ieșit în evidență, obosit de fugă, și strecurându-se fără bilet la cinematograful Texas Theatre⁠(d). În timp ce rula filmul War Is Hell⁠(d), polițiștii din Dallas l-au arestat pe Oswald după o scurtă luptă în care Oswald și-a scos pistolul încărcat. El a negat că ar fi împușcat pe cineva și a susținut că este făcut țap ispășitor (în engleză patsy) deoarece locuise în Uniunea Sovietică.

### Pronunțarea decesului lui Kennedy; depunerea jurământului de către Johnson

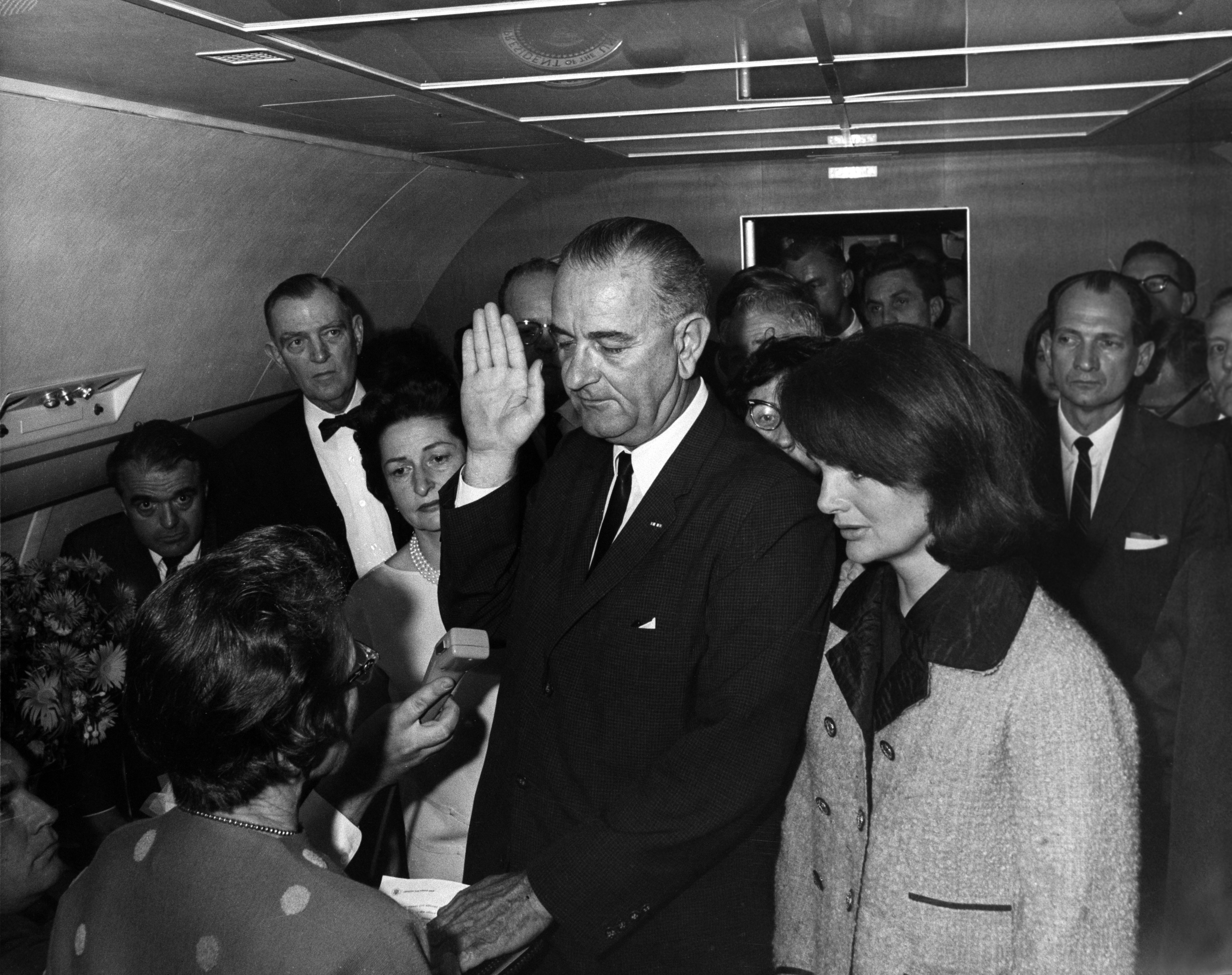
Fotografie de cu Lyndon B. Johnson depunând jurământul ca președinte în timp ce Air Force One se pregătește să decoleze de pe Love Field din Dallas. Jacqueline Kennedy, încă în (petele de sânge nu sunt vizibile aici), privește.

La 12:38 p.m., Kennedy a sosit la unitatea primiri urgențe de la Parkland Memorial Hospital⁠(d). Deși Kennedy încă respira după ce a fost împușcat, medicul lui personal, George Burkley⁠(d), a înțeles imediat că nu are cum să supraviețuiască. După ce chirurgii de la Parkland au efectuat în van masaj cardiac, Kennedy a fost declarat decedat la 1:00 p.m., la 30 de minute după ce a fost împușcat. Prezentatorul CBS Walter Cronkite a dat vestea la televiziune.
Serviciul Secret a fost îngrijorat de posibilitatea unui complot mai amplu și i-a cerut lui Johnson să plece din Dallas și să se întoarcă la Casa Albă, dar Johnson a refuzat să facă aceasta în lipsa unei dovezi a morții lui Kennedy. Johnson s-a întors la Air Force One pe la 1:30 p.m., și la scurt timp a primit apeluri telefonice de la consilierii McGeorge Bundy⁠(d) și Walter Jenkins⁠(d) care îi sugerau să plece imediat spre Washington, D.C. El a răspuns că nu va pleca din Dallas fără Jacqueline Kennedy și că ea nu va pleca fără trupul lui Kennedy. Conform revistei Esquire, Johnson „nu dorea să rămână în istorie ca unul care abandonează o văduvă frumoasă”.
La momentul asasinării lui Kennedy, uciderea unui președinte nu era sub jurisdicție federală⁠(d). Ca urmare, medicul legist-șef al Comitatului Dallas Earl Rose⁠(d) a insistat că legea statului Texas îi impune să efectueze el o autopsie. A urmat o dispută încinsă între stafful lui Kennedy și oficialii din Dallas, care era să se transforme într-o bătaie când texanii au cedat și au permis transportarea trupului lui Kennedy la Air Force One. La 2:38 p.m., alături de Jacqueline Kennedy, Johnson a depus jurământul ca președinte⁠(d) în fața judecătoarei federale Sarah Tilghman Hughes⁠(d) la bordul avionului Air Force One, puțin înainte de a pleca la Washington cu sicriul lui Kennedy.

## Urmările imediate

### Autopsia
La capitolul autopsii greșite, cea a președintelui Kennedy este definitorie.
Autopsia președintelui Kennedy a fost efectuată la Spitalul Naval Bethesda⁠(d) din Maryland în noaptea de 22 noiembrie. Jacqueline Kennedy alesese un spital al marinei pentru autopsie întrucât președintele Kennedy fusese ofițer de Marină în al Doilea Război Mondial. Autopsia a fost efectuată de trei medici: comandorii de Marină James Humes și J. Thornton Boswell, cu asistența expertului în răni balistice Pierre A. Finck; Humes a condus procedura. Sub presiunea familiei Kennedy și a staffului Casei Albe pentru a termina procedura rapid, medicii au efectuat în grabă o autopsie incompletă. Medicul personal al lui Kennedy, contraamiralul George Burkley, a semnat certificatul de deces⁠(d) pe 23 noiembrie, înregistrând drept cauză a decesului⁠(d) o plagă împușcată în zona craniului.
La trei ani după autopsie, creierul lui Kennedy—care fusese scos și conservat pentru analiză ulterioară—nu a mai fost găsit când familia Kennedy a transferat materiale la Arhivele Naționale. Conspiraționiștii afirmă adesea că creierul ar fi demonstrat că glonțul intrase din față. Comisia Camerei pentru Asasinate a concluzionat că un adjunct al procurorului general Robert F. Kennedy, fratele președintelui, ar fi luat caseta în care se afla creierul și alte materiale, la îndrumarea acestuia, și că „fie a distrus aceste materiale, fie le-a făcut inaccesibile” pentru a preveni „folosirea inadecvată” a acelor materiale sau pentru a ascunde bolile cronice ale președintelui și tratamentele pe care le primea pentru acestea. S-au mai pierdut și unele radiografii și fotografii de la autopsie.
Cei mai mulți istorici consideră autopsia a fi „cel mai defectuos efectuat” segment al anchetei autorităților. Comitetul de medicină legală al Comisiei pentru Asasinate a tras concluzia că autopsia a avut „ample neajunsuri”, între care efectuarea de fotografii insuficiente, nedeterminarea locului exact de intrare și ieșire a glonțului din cap, nedisecarea spatelui și cefei, și neglijarea determinării unghiurilor plăgilor împușcate în raport cu axa corpului⁠(d). Comitetul a concluzionat și că cei doi medici nu aveau calificările necesare pentru a efectua o autopsie legală. Un membru al comitetului, Milton Helpern—medic legist-șef pentru New York City⁠(d)—a declarat că alegerea lui Humes (care participase la un singur curs de medicină legală) pentru a conduce autopsia era „ca și cum ai pune un copil de șapte ani care a luat trei lecții de vioară să meargă la Filarmonica New York⁠(d) cu așteptarea că va interpreta corect o simfonie de Ceaikovski".

### Înmormântarea

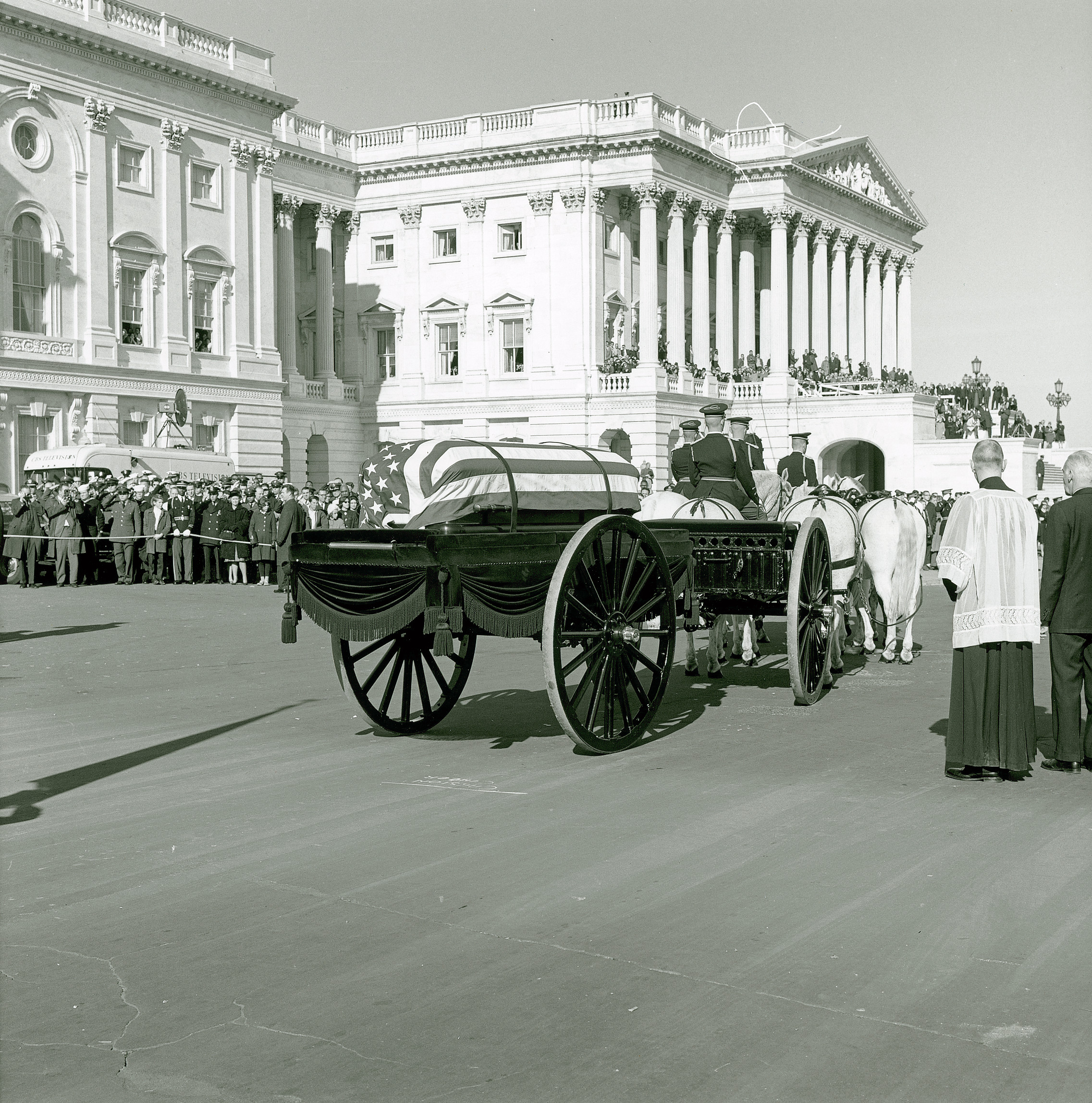
Sicriul lui Kennedy transportat de la Capitoliu,

După autopsie, trupul lui Kennedy a fost depus în Camera de Est de la Casa Albă⁠(d) pentru 24 de ore. Președintele Johnson a emis proclamația prezidențială 3561, prin care a declarat ziua de 25 noiembrie zi de doliu național, în care doar lucrătorii esențiali ai serviciilor de urgență trebuie să fie la posturi. Sicriul a fost transportat apoi pe un afet de tun tras de cai⁠(d) la Capitoliu pentru a fi depus acolo. Sute de mii de oameni au așteptat la coadă să vadă sicriul păzit de gărzi, un sfert de milion de oameni trecând prin rotondă⁠(d) în cele 18 ore în care a fost depus acolo. Chiar și în Uniunea Sovietică—conform unei note informative a directorului FBI J. Edgar Hoover—vestea asasinării a fost „primită cu mare șoc și consternare, iar clopotele bisericilor au bătut în memoria președintelui Kennedy".
Slujba de înmormântare a lui Kennedy s-a ținut pe 25 noiembrie, la Catedrala Sf. Matei⁠(d), cu liturghia de Requiem condusă de cardinalul Richard Cushing⁠(d). Au participat circa 1200 de persoane, inclusiv reprezentanți ai peste 90 de țări. Deși nu a existat un discurs funerar formal, episcopul auxiliar Philip M. Hannan⁠(d) a citit extrase din discursurile și scrierile lui Kennedy. După slujbă, Kennedy a fost înmormântat la Cimitirul Național Arlington⁠(d) din Virginia. O flacără eternă⁠(d) a fost aprinsă la mormântul lui în 1967.

### Uciderea lui Oswald

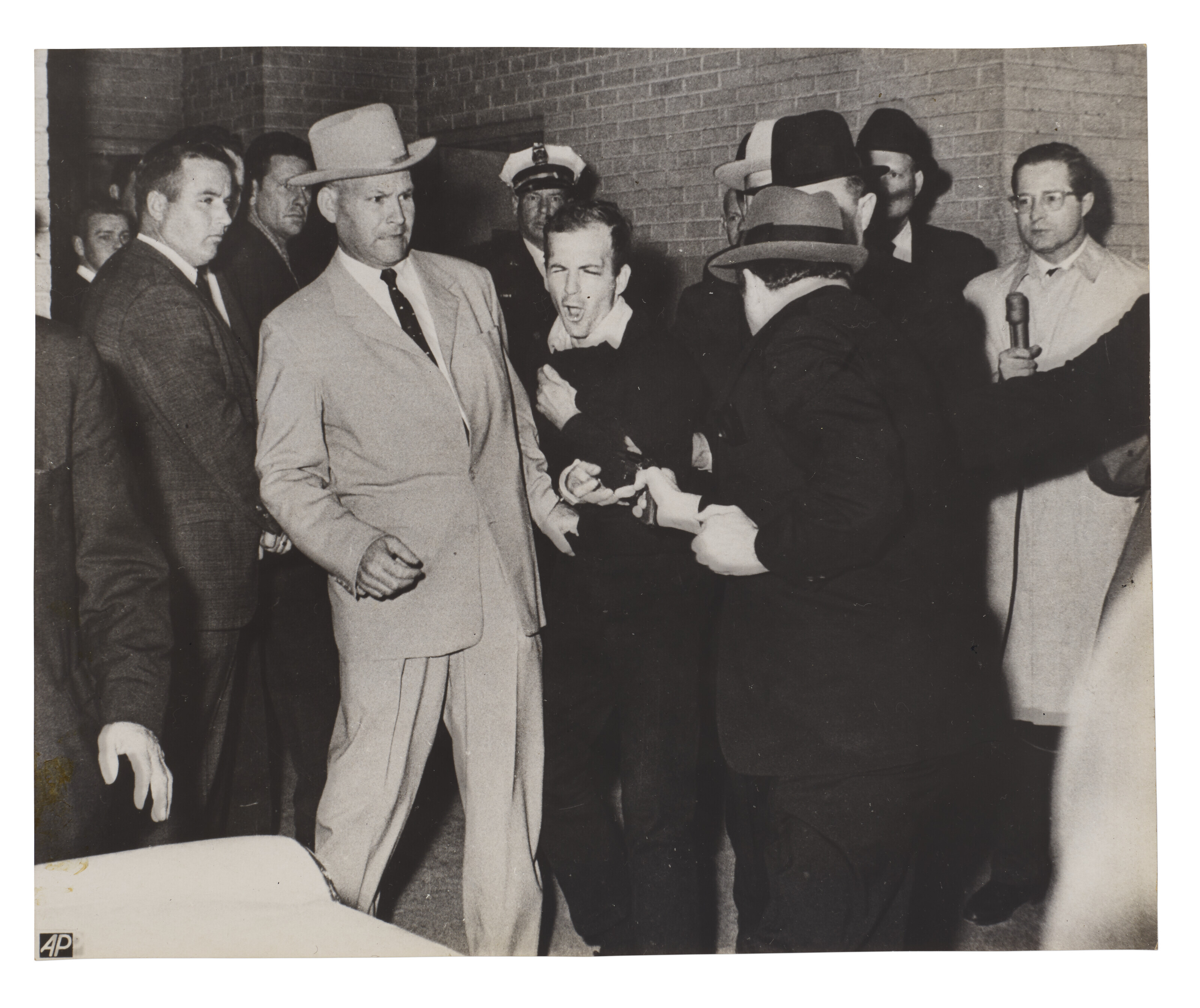
Fotografia lui, '. Oswald era escortat de detectivul de poliție (în costum deschis la culoare) pentru transferul de la arestul municipal la închisoarea comitatului. Ruby a murit în închisoare în 1967.

Duminică, 24 noiembrie, la ora 11:21 a.m., în timp ce era escortat la o mașină din subsolul sediului Poliției Dallas pentru a fi transferat din arestul municipal la închisoarea comitatului, Oswald a fost împușcat de patronul de club de noapte din Dallas Jack Ruby. Evenimentul era transmis în direct la televiziune. Robert H. Jackson⁠(d) de la Dallas Times Herald⁠(d) a fotografiat momentul împușcării lui Oswald, iar fotografia intitulată Jack Ruby împușcându-l pe Lee Harvey Oswald⁠(d) a primit Premiul Pulitzer pentru Fotografie⁠(d) pe 1964.
Oswald își pierdea și recăpăta alternativ cunoștința, și a fost dus cu ambulanța la Parkland Memorial Hospital; el a fost tratat de aceiași chirurgi care încercaseră să-l salveze pe Kennedy. Glonțul îi intrase în piept prin stânga-jos, dar nu ieșise; vase majore de sânge, ca aorta și vena cavă inferioară au fost secționate, și i-au fost lovite splina, rinichiul și ficatul. În ciuda intervenției chirurgicale și defibrilării, Oswald a murit la 1:07 p.m.
Arestat imediat după ce a tras cu arma, Ruby a depus mărturie în fața Comisiei Warren că fusese indignat de moartea lui Kennedy și că uciderea lui Oswald o va cruța pe „doamna Kennedy de discomfortul de a lua parte la proces”. El a afirmat și că hotărârea de a-l împușca pe Oswald a fost luată pe moment când s-a ivit ocazia, fără a se gândi la vreun motiv anume pentru faptă. La început, Ruby a dorit să se reprezinte singur la proces până când avocatul lui, Melvin Belli⁠(d), l-a convins să primească consiliere juridică: Belli a susținut la proces că Ruby a avut un episod de epilepsie psihomotorie⁠(d) și că nu era responsabil pentru faptele lui. Ruby a fost condamnat, dar decizia a fost răsturnată la apel⁠(d). Când aștepta rejudecarea în 1967, Ruby a murit de embolism pulmonar, cauzat de cancer. Ca și Oswald și Kennedy, Ruby a fost decarat decedat la Parkland Hospital.

## Filme și fotografii ale asasinatului
Doamne, am văzut totul. Am văzut creierii omului ieșindu-i din cap. 

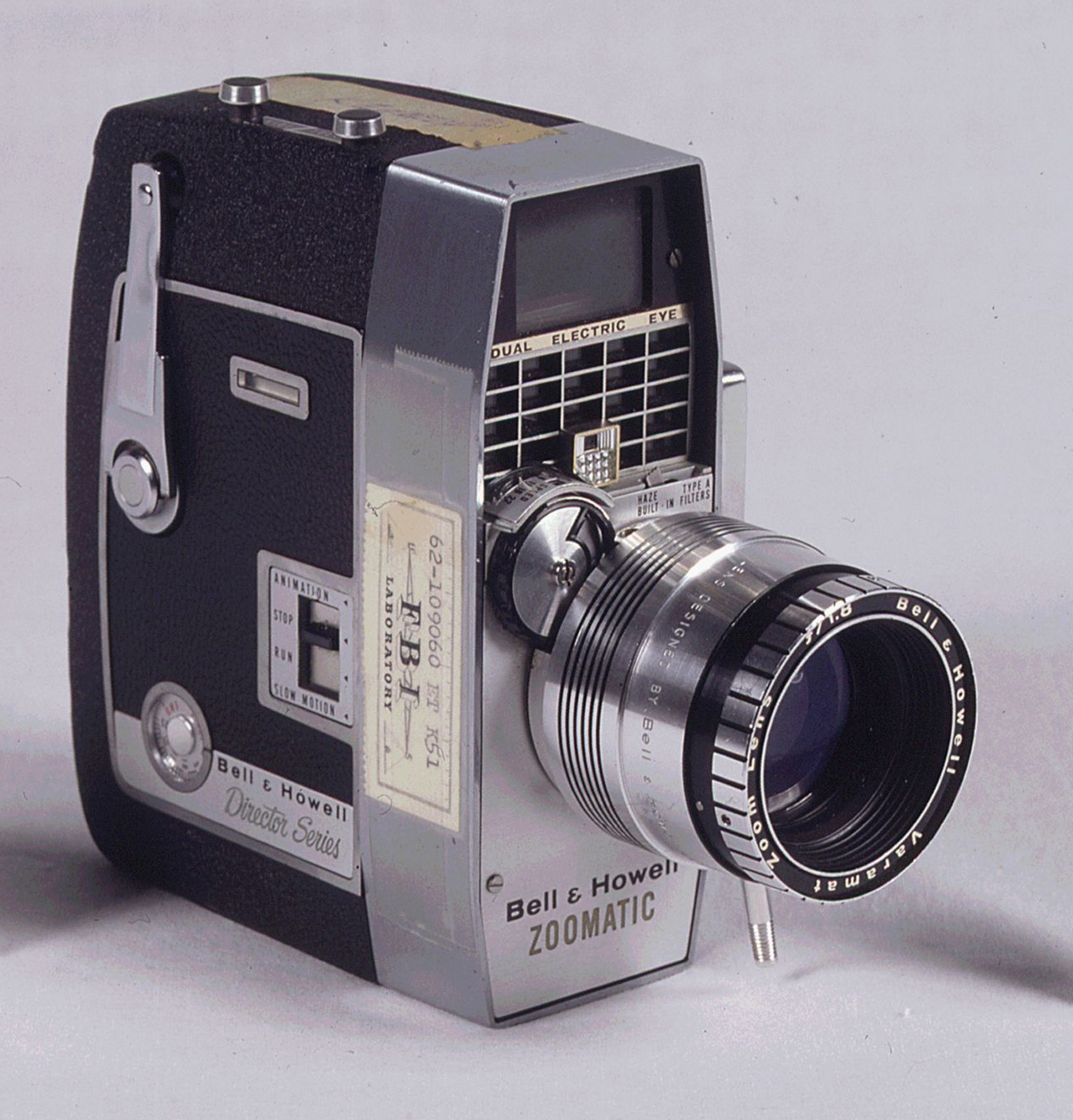
Camera video folosită de pentru a filma coloana oficială și asasinarea lui Kennedy, filmare rămasă în istorie ca. Camera se păstrează în colecția Arhivelor Naționale.

Stând pe zidul pergolei la circa 20 m distanță de drum, croitorul Abraham Zapruder⁠(d) a înregistrat uciderea lui Kennedy pe 26 de secunde de film de 8 mm⁠(d) fără coloană sonoră — denumit filmarea Zapruder⁠(d). Cadrul 313 surprinde momentul exact în care explodează capul lui Kennedy. Revista Life a publicat cadre mărite din filmare Zapruder la scurt timp după asasinat. Filmul însuși a fost prezentat public pentru prima oară în 1969 la procesul lui Clay Shaw⁠(d), și la televiziune în 1975 de către Geraldo Rivera⁠(d). În 1999, un comitet de arbitraj a ordonat guvernului federal să plătească 615.384 de dolari pe secundă de film moștenitorilor lui Zapruder, evaluând valoarea totală a filmului la 16 milioane de dolari (echivalent cu 22,1 milioane de dolari în 2022).
Zapruder a fost unul din cei cel puțin 32 de oameni prezenți în Dealey Plaza despre care se știe că au filmat sau au fotografiat la momentul tragerii sau în preajma lui. Dintre fotografi, Mary Moorman⁠(d) i-a făcut lui Kennedy câteva fotografii cu aparatul ei Polaroid, inclusiv una cu mai puțin de o șesime de secundă după ce a fost împușcat în cap.
Pe lângă Zapruder, și Charles Bronson, Marie Muchmore⁠(d), și Orville Nix⁠(d) au filmat asasinatul, dar de la distanță mai mare ca. Din cei trei, doar Nix — care a filmat asasinatul din partea opusă lui Elm Street decât Zapruder, având taluzul înierbat în fundal — a înregistrat chiar împușcătura fatală. În 1966, Nix a susținut că, după ce a dat filmul la FBI, copia pe care i-au returnat-o avea cadre „lipsă” sau „stricate”. Deși există cópii de calitate redusă, filmul originar s-a pierdut prin 1978. În 2007 a fost publicată o altă filmare necunoscută până atunci, realizată de George Jefferies. Înregistrată cu câteva cvartale în urmă față de locul împușcării, filmarea surprinde sacoul lui Kennedy stând mai ridicat decât normal, ceea ce explică discrepanțele între locația găurii de glonț din spatele lui Kennedy și cea din sacou.
Unele filmări și fotografii surprind o femeie neidentificată aparent filmând asasinatul; investigatorii au poreclit-o Doamna Babushka pentru că avea o basma⁠(d) pe cap. În 1978, Gordon Arnold⁠(d) a susținut că filmase asasinatul de pe taluzul înierbat și că un polițist îi confiscase pelicula. Arnold nu se vede în nicio fotografie efectuată în zonă, ceea ce Vincent Bugliosi⁠(d)—autorul cărții Reclaiming History⁠(d)—a numit „dovadă concludentă a faptului că povestea lui Arnold este o făcătură”.

## Anchete oficiale

### Poliția Dallas

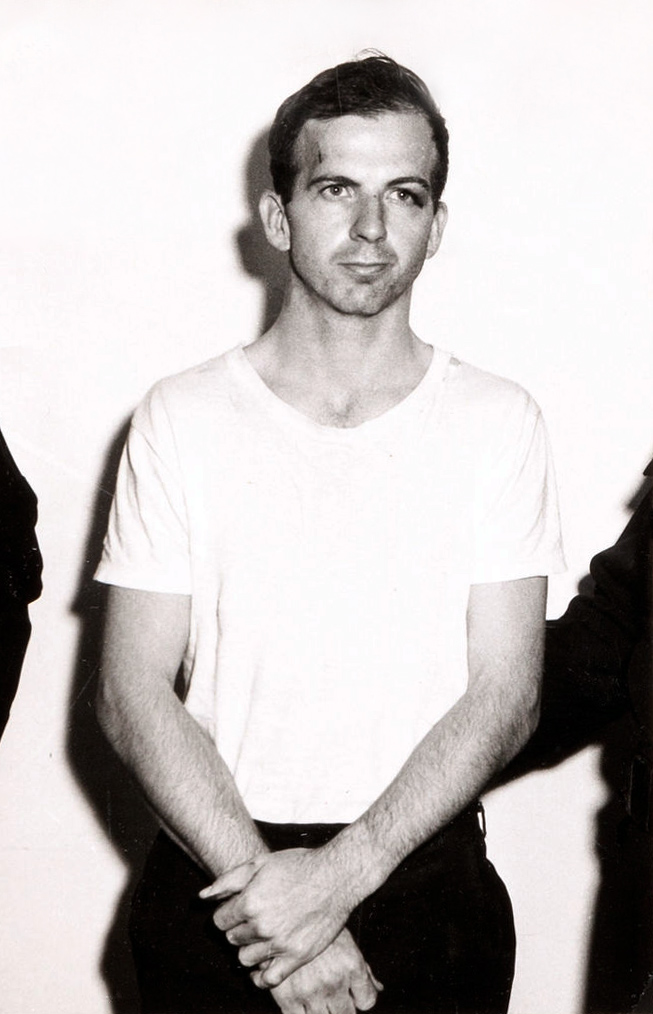
Lee Harvey Oswald în arestul poliției

La sediul Poliției Dallas, ofițerii de poliție l-au interogat pe Oswald despre uciderile lui Kennedy și Tippit; aceste interviuri intermitente au durat aproximativ 12 ore între 2:30 p.m. pe 22 noiembrie și 11 a.m. pe 24 noiembrie. Pe parcursul lor, Oswald a negat orice implicare și a făcut afirmații care mai târziu s-au dovedit a fi false.
Căpitanul J. W. Fritz⁠(d) al Biroului Omucideri și Tâlhării a efectuat cea mai mare parte a interogatoriilor și a luat doar notițe rudimentare. Câteva zile mai târziu, Fritz a redactat un raport al interogatoriilor din notițele mai ample făcute ulterior. Nu s-au realizat stenograme sau înregistrări audio/video ale interogatoriilor. Au fost prezenți și reprezentanți ai altor agenții de aplicare a legii, între care FBI și Serviciul Secret, care au participat ocazional cu întrebări. Câțiva dintre agenții FBI care au fost prezenți au scris rapoarte contemporane ale interogatoriilor.
În seara de 22 noiembrie, Poliția Dallas a efectuat teste cu parafină⁠(d) pe mâinile și obrazul drept al lui Oswald pentru a stabili dacă a tras sau nu cu o armă de foc. Rezultatele au fost pozitive pentru mâini și negative pentru obrazul drept. Astfel de teste nu erau concludente, iar Comisia Warren nu s-a bazat pe aceste rezultate.
Poliția Dallas l-a obligat pe Oswald să țină o conferință de presă după miezul nopții de 23 noiembrie, și, în fazele preliminare ale anchetei, a scurs informații și materiale presei. Conduita aceasta l-a înfuriat pe Johnson, care a instruit să le transmită să „nu mai vorbească despre asasinare”. După ce FBI și-a exprimat îngrijorări că cineva ar putea încerca să-l omoare pe Oswald, Poliția Dallas a asigurat autoritățile federale că îi vor asigura o protecție adecvată.

### Ancheta FBI

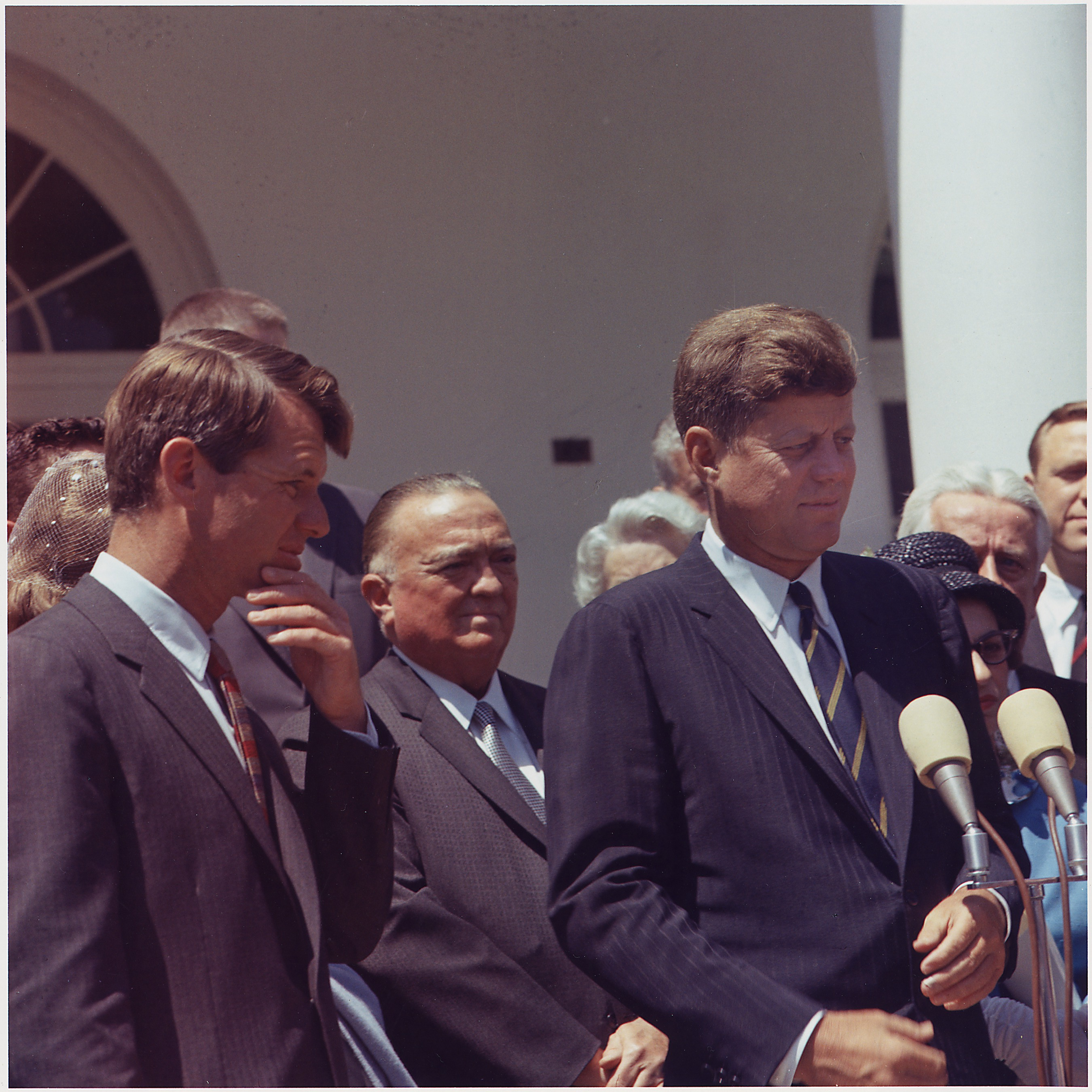
Directorul FBI J. Edgar Hoover (între Robert și John F. Kennedy în mai 1963) scria în 1964 într-o notă că „n-am lăsat nicio piatră nerăscolită”.

FBI a declanșat imediat o anchetă a asasinatului, în baza unei legi federale care interzicea agresarea unui ofițer federal. La 24 de ore de la crimă, directorul FBI Hoover a trimis președintelui un raport preliminar care constata că Oswald este singurul vinovat. După ce Ruby l-a omorât pe Oswald, Johnson s-a convins că autoritățile texane sunt incompetente și a instruit FBI să efectueze o anchetă completă.
Pe 9 decembrie 1963, Comisia Warren a primit raportul FBI despre anchetă și a tras concluzia că s-au tras trei gloanțe‍—‌primul lovindu-l pe Kennedy în ceafă; al doilea lovindu-l pe Connally; și al treilea lovindu-l pe Kennedy în cap și omorându-l. FBI a continuat să servească drept principală ramură de anchetă în teren a comisiei Warren. În total, au lucrat la caz 169 de agenți FBI, care au efectuat peste 25.000 de interviuri și au scris peste 2300 de rapoarte.
Rigurozitatea anchetei FBI este și ea contestată. Bugliosi i-a aplaudat calitatea și remarcă chiar că conspiraționistul Harrison Edward Livingstone lăuda și el angajamentul FBI de a urma toate firele. În raportul său din 1979, HSCA constata că ancheta FBI în rândul cubanezilor pro- și anti-Castro, și a legăturilor lor cu Oswald sau Ruby, este insuficientă. HSCA a remarcat și că „părea hotărât [să declare că Oswald este singurul asasin] încă de la 24 de ore de la asasinat”.

### Comisia Warren

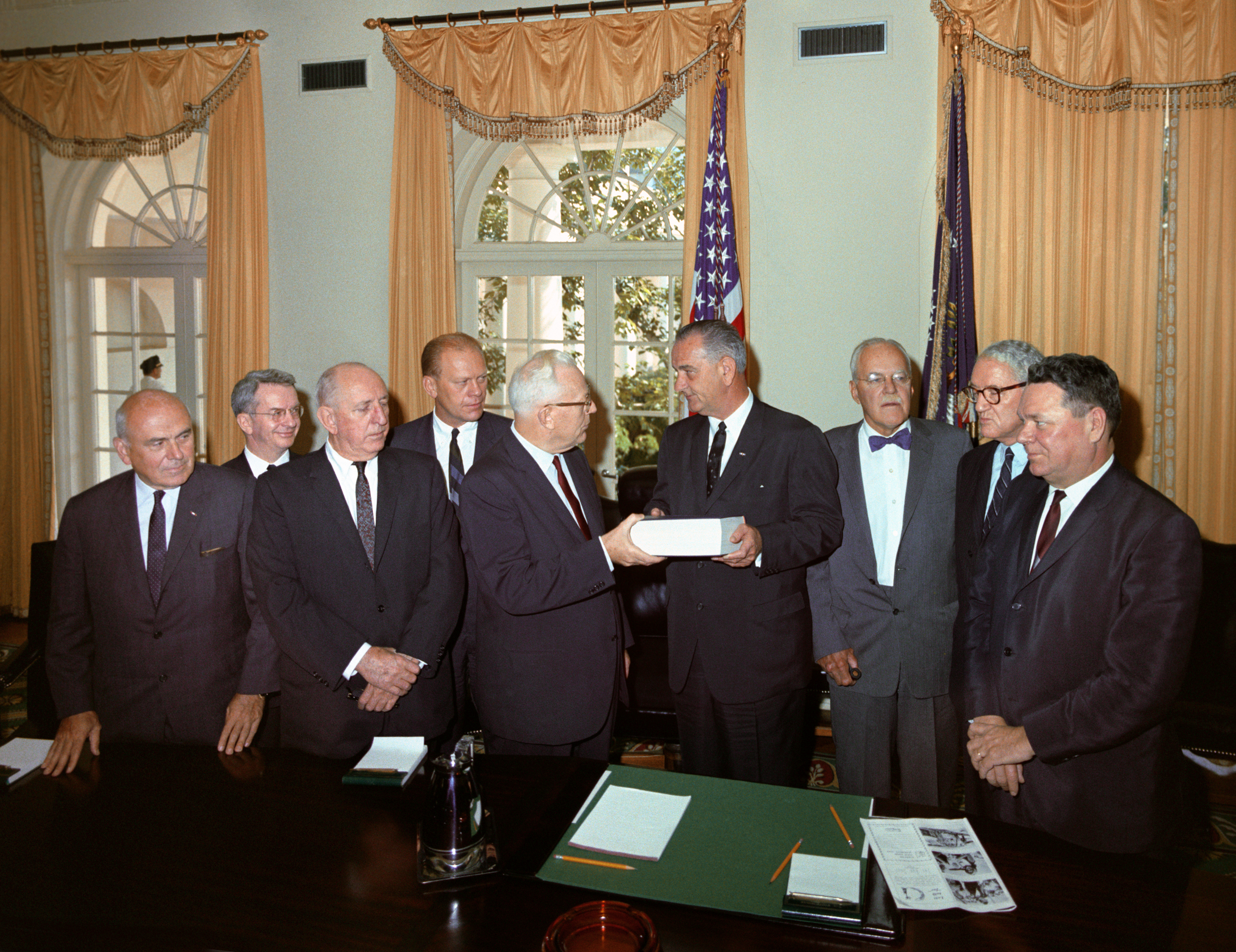
înmânând raportul său președintelui Johnson. De la stânga la dreapta:, (responsabil juridic), senatorul, congressmanul Gerald Ford, președintele Curții Supreme Earl Warren, președintele Lyndon B. Johnson, Allen Dulles, senatorul, și congressmanul

Pe 29 noiembrie, președintele Johnson a emis ordinul executiv prin care a înființat „Comisia Prezidențială de Anchetare a Asasinării Președintelui Kennedy⁠(d)” și l-a ales pe Earl Warren, președintele Curții Supreme a SUA să conducă ancheta, de aceea comisia a rămas cunoscută sub numele de Comisia Warren. Raportul său final de 888 de pagini a fost prezentat președintelui Johnson pe 24 septembrie 1964, și a fost publicat trei zile mai târziu. El concluziona că Lee Harvey Oswald acționase singur în uciderea lui Kennedy și rănirea lui Connally, și că Jack Ruby a acționat singur în uciderea lui Oswald. Nu a tras nicio concluzie în ce privește motivația lui Oswald, dar a consemnat că era marxist, antiautoritarist⁠(d), avea tendințe violente, nu își formase relații personale, și își dorea să fie semnificativ în istorie.
După ce a examinat filmarea Zapruder, stafful comisiei și-a dat seama că teoria elaborată de FBI privind efectul gloanțelor este imposibilă. Timpii de reacție ai lui Kennedy și Connally au fost prea apropiați pentru ca reacțiile să fi fost la două gloanțe diferite trase de Oswald: intervalul de reacție a fost mai scurt decât cele 2,3 secunde cât durează reîncărcarea armei. Aceasta a fost una dintre cele mai importante constatări ale comisiei: că un singur glonț a produs rănile nefatale ale lui Kennedy și pe cele ale lui Connally, idee numită „teoria unui singur glonț”. În mai 1964, Arlen Specter⁠(d), angajat al comisiei, a replicat traiectoria acestui glonț printr-o reconstituire făcută la fața locului în Dealey Plaza: traiectoria glonțului era consistentă cu rănile lui Kennedy și Connally.
Dintre cei opt membri ai comisiei, trei—congressmanul Hale Boggs⁠(d) și senatorii John Cooper⁠(d) și Richard Russell⁠(d)—au găsit teoria „improbabilă”; reținerile lor nu au fost menționate în raportul final. Conspiraționiștii au luat în râs această teorie și au numit-o „teoria glonțului magic”, în parte din cauză că glonțul era intact și, chipurile, nedeformat. Michael Baden⁠(d) de la HSCA avea mai târziu să constate însă că glonțul, deși nu se fragmentase, era fundamental deformat. În 2023, agentul Paul Landis de la Serviciul Secret—care tătuse pe pragul mașinii lui Kennedy—a spus ziarului The New York Times că a recupert „glonțul magic” din spatele locului lui Kennedy la sosirea la Parkland, și că l-a pus pe targa lui Kennedy. Landis credea că glonțul se dislocase dintr-o rană superficială din spatele lui Kennedy.
Pe lângă cele 27 de volume ale Raportului Warren care au fost publicate, comisia a produs și sute de mii de pagini de rapoarte și documente de anchetă. Relman Morin⁠(d) a afirmat că „niciodată în istorie nu a fost vreo crimă atât de intens cercetată”; Bugliosi a tras concluzia că constatările de bază ale comisiei au rămas „remarcabil de bine” în picioare. Conform lui Gerald Posner⁠(d), raportul Warren este însă „universal ridiculizat” de publicul american. Walter Cronkite a remarcat că „deși Comisia Warren avea puteri depline să își efectueze propria anchetă independentă, ea a permis FBI și CIA să ancheteze ele însele – și astfel să umbrească permanent răspunsurile.” Conform unui raport din 2014 al istoricului-șef al CIA David Robarge, director de atunci al CIA John A. McCone⁠(d) a fost implicat într-o „mușamalizare benignă” prin nedezvăluirea unor informații către comisie.

### Procesul lui Clay Shaw

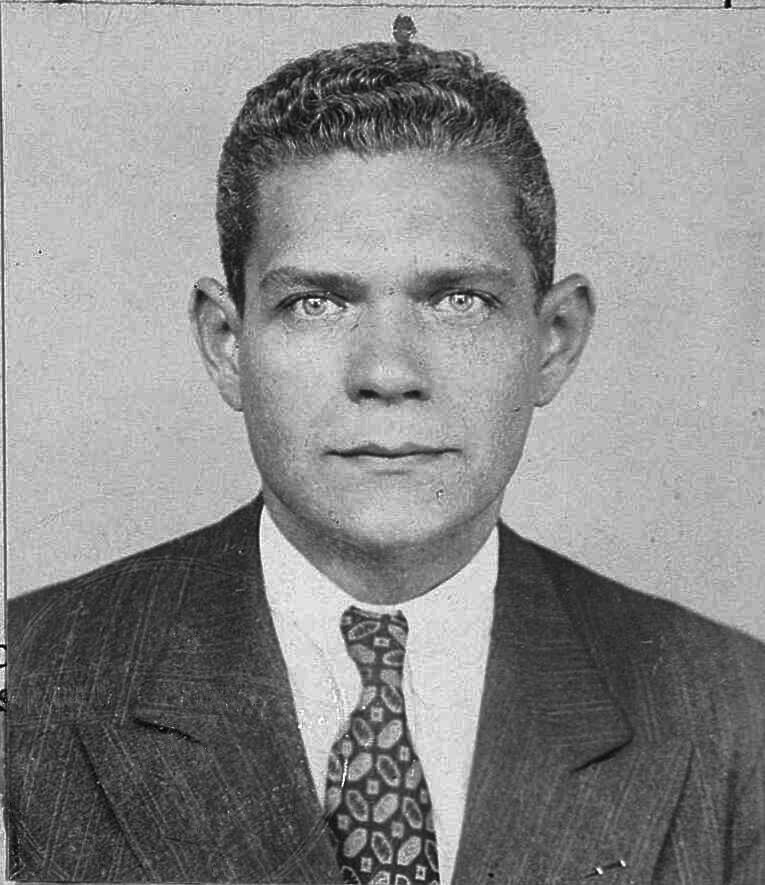
(fotografie din 1951) a fost de un juriu din New Orleans după mai puțin de o oră de deliberări.

Pe 22 martie 1967, procurorul districtual din New Orleans Jim Garrison⁠(d) l-a arestat pe antreprenorul din New Orleans Clay Shaw⁠(d) și l-a pus sub acuzație pentru conspirație în vederea asasinării președintelui Kennedy, cu ajutorul lui Oswald, David Ferrie⁠(d), și al altora. Antreprentor respectat, care contribuise la renovarea și conservarea Cartierului Francez⁠(d), Shaw era descris drept „cel mai improbabil personaj negativ de la Oscar Wilde încoace”. Atât Shaw cât și Ferrie, un tip anxios și anti-Castro convins, erau membri ai comunității gay din New Orleans. Ferrie a murit, posibil prin sinucidere, la patru zile după ce s-a aflat vestea despre anchetă. La The Tonight Show Starring Johnny Carson⁠(d) în 1968, Garrison a anunțat public în premieră că crede că Shaw și Ferrie făceau parte dintr-un plan mai amplu al CIA⁠(d) de a-l ucide pe Kennedy și a-i înscena crima lui Oswald. În procesul de 34 de zile ținut în 1969, Garrison a rulat filmarea Zapruder și a susținut că mișcarea înapoi a capului lui Kennedy după focul de armă fatal ar indica faptul că a fost împușcat în față dinspre taluzul înierbat.
După o scurtă deliberare, juriul l-a găsit pe Shaw nevinovat. Mark Lane⁠(d) a susținut că a vorbit după proces cu jurații și a afirmat că unii din ei credeau că Shaw era probabil implicat într-o conspirație, dar că nu sunt suficiente dovezi pentru a-l condamna. Afirmațiile lui Lane au fost contestate de dramaturgul James Kirkwood⁠(d)—prieten personal cu Clay Shaw—care a spus că s-a întâlnit și el cu mai mulți jurați, care i-au spus că nu au vorbit niciodată cu Lane. Kirkwood a pus sub semnul întrebării și afirmația lui Lane cum că juriul credea că există o conspirație: președintele juriului, Sidney Hebert, i-a spus lui Kirkwood, „până la proces, nici eu nu aveam o părere prea bună despre Raportul Warren. Acum mi se pare mult mai bun decât mi se părea înainte.”
Conform universitarului E. Jerald Ogg, procesul Shaw este astăzi considerat pe larg o „travestire a justiției”; Kirkwood l-a comparat cu o audiere a Inchiziției Spaniole. Alți observatori au caracterizat procedurile ca bazate mult pe homofobie. Rămâne singurul proces ținut pe tema asasinării lui Kennedy. În 1979, fostul director al CIA Richard Helms⁠(d) a depus mărturie că Shaw fusese un contact al Serviciului de Contacte Interne⁠(d) al CIA, prin care Shaw a oferit informații din călătoriile lui în străinătate, în principal în America Latină. Conform lui Max Holland⁠(d), însă, acest serviciu avea circa 150.000 de americani pe listele de contacte. În 1993, programul PBS Frontline⁠(d) a obținut o fotografie de grup în care Ferrie și Oswald apăreau împreună la un grătar din 1955 de la Civil Air Patrol⁠(d): Ferrie negase că l-ar fi cunoscut pe Oswald.

### Comitetul Ramsey Clark

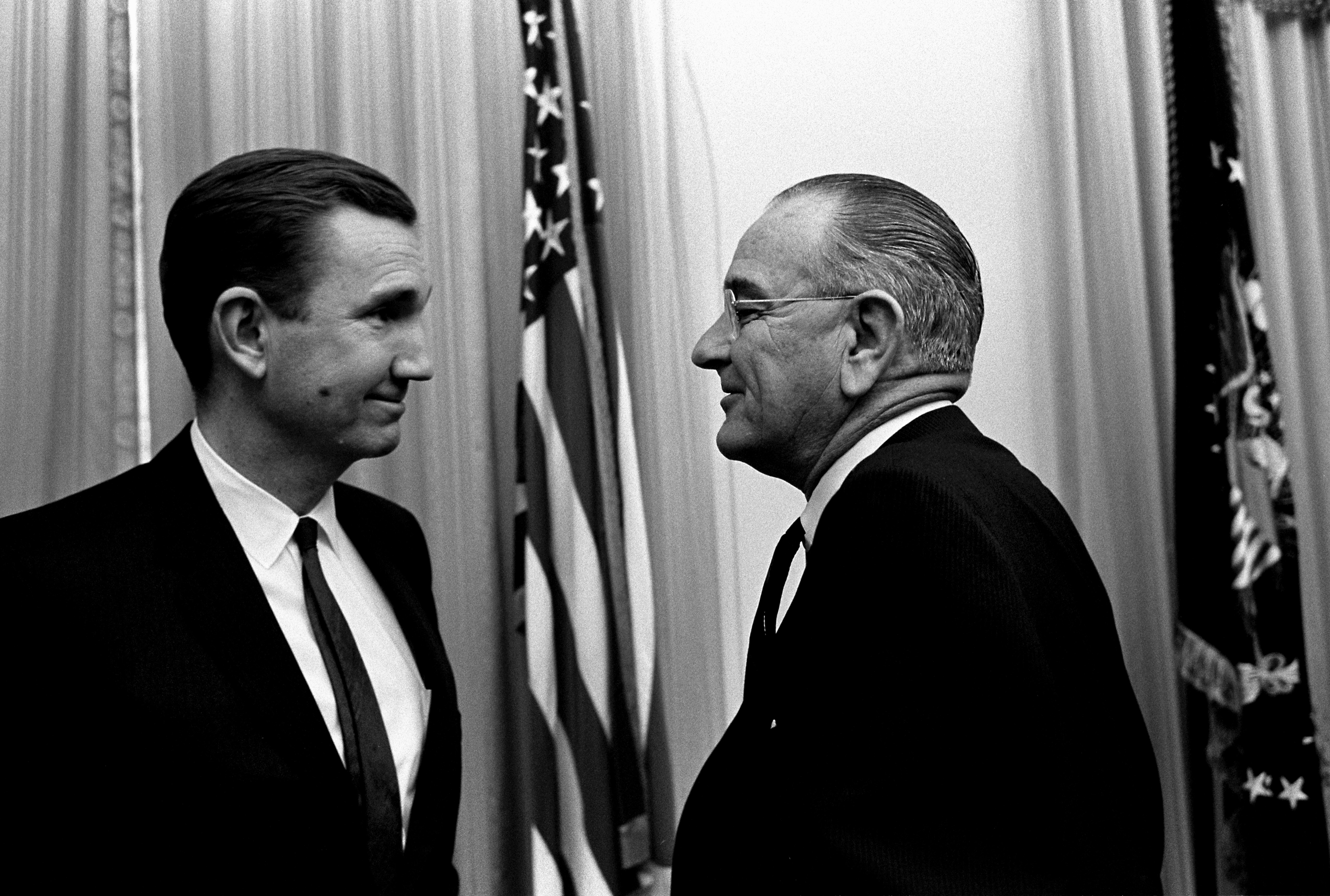
Comitetul organizat de procurorul general (în imagine împreună cu președintele Lyndon B. Johnson în 1968) a constatat că cele două gloanțe l-au lovit pe Kennedy venind din spate.

Cu excepția președintelui Curții Supreme, Warren, membrii Comisiei Warren nu au văzut fotografiile sau radiografiile efectuate la autopsia lui Kennedy, deoarece Warren a dorit să evite publicarea vreunui material explicit care să alimenteze „amatorii de senzații”. Din cauza speculațiilor care pesistau, în februarie 1968, procurorul general Ramsey Clark⁠(d) a întrunit un comitet de patru experți în medicină să analizeze fotografiile și radiografiile de la autopsia lui Kennedy. Constatările lor le-au confirmat pe cele ale Comisiei Warren: Kennedy a fost lovit de două gloanțe, ambele din spate.

### Comisia Rockefeller
În 1975, președintele Gerald Ford—care fusese membru al Comisiei Warren cu un deceniu în urmă—a înființat Comisia Prezidențială pentru Activitățile CIA în interiorul Statelor Unite⁠(d), mai bine cunoscută drept Comisia Rockefeller după președintele ei, vicepreședintele SUA Nelson Rockefeller. Comisia a primit un mandat pentru a determina dacă vreo activitate internă a CIA este ilegală, și să facă recomandările cuvenite: ca urmare, ea a reexaminat și asasinarea lui Kennedy.
După cinci luni de cercetări, Comisia Rockefeller a înmânat raportul său președintelui Ford. Raportul revizuia probele medicale și confirma că  Kennedy fusese ucis de două gloanțe venite din spate și a infirmat afirmațiile lui Garrison cum că mișcarea înapoi a capului lui Kennedy văzută pe filmarea Zapruder ar fi indicat un trăgător aflat pe taluzul înierbat. Comisia a explicat că „o astfel de mișcare ar fi cauzată de o întărire și încordare violentă a întregului corp ca urmare a unei reacții neuromusculare de tip epileptic produsă de o traumă majoră produsă asupra centrilor nervoși din creier”. Ulterior, HSCA avea să sugereze că aceasta ar fi fost cauzată de „efectul propulsiv produs de expulzia materiei cerebrale” prin rana de ieșire. Patologul Vincent Di Maio⁠(d) a depus mărturie în fața HSCA că noțiunea de „transfer de impuls” de la un glonț tras de pe taluzul înierbat este nefondată și că e ceva din „filmele cu Arnold Schwarzenegger”.
Comisia Rockefeller a încercat să determine și dacă în Dealey Plaza, în timpul asasinatului, erau prezenți agenți CIA—anume E. Howard Hunt⁠(d) și Frank Sturgis⁠(d)—și dacă ei erau printre cei „trei vagabonzi⁠(d)” fotografiați la scurt timp după asasinat. Comisia nu a găsit dovezi pentru aceste ipoteze. Ea a cercetat și presupusele conexiuni între CIA și Oswald și Ruby, pentru care nu a găsit dovezi și pe care le-a calificat drept „speculații deplasate”. Concluzia a fost că „nu există dovezi credibile de implicare a CIA”.

### Comisia Church

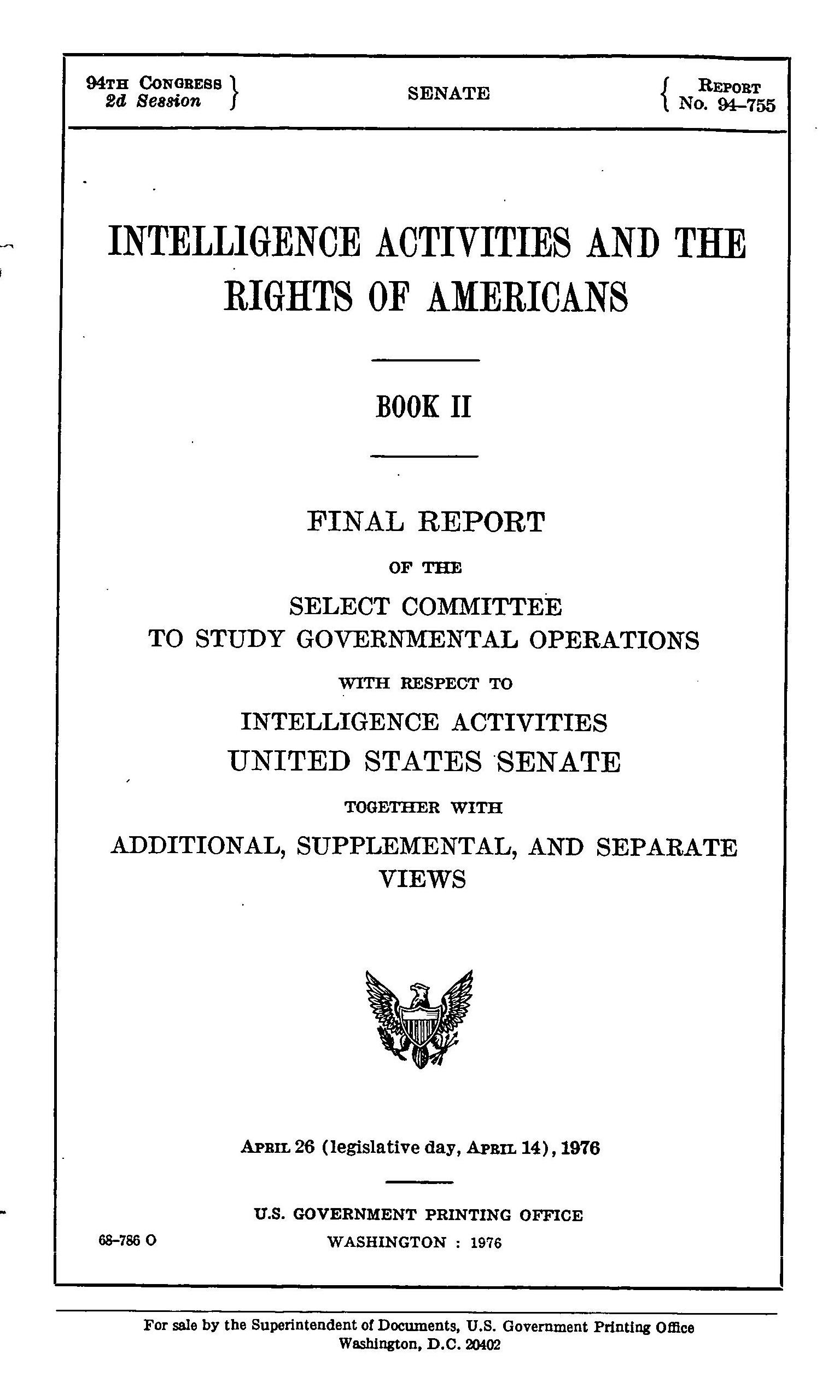
Raportul Comisiei Church (Cartea II)

În 1975, după scandalul Watergate și dezvăluirea de către Seymour Hersh⁠(d) a unor abateri ale CIA (așa-numitele "bijuterii de familie⁠(d)"), senatul SUA a înființat Comisia de Studiere a Operațiunilor Guvernului privind Activitățile de Informații⁠(d)—cunoscută mai bine drept Comisia Church după președintele ei, senatorul Frank Church⁠(d). Comisia a fost însărcinată să ancheteze toate acțiunile ilegale și nestatutare ale CIA și FBI, atât interne cât și externe. Din cauza persistenței diferitelor teorii, Comisia Church a organizat o subcomisie (cu senatorii Richard Schweiker⁠(d) și Gary Hart⁠(d)) care să analizeze conduita CIA și FBI în ce privește asasinatul.
În raportul său final, Comisia Church a tras concluzia că nu există dovezi ale vreunei conspirații conduse de CIA sau FBI. Ancheta inițială a asasinatului a fost considerată însă a fi „cu deficiențe” și comisia a criticat FBI și CIA pentru nedezvăluirea de informații Comisiei Warren. În particular, a consemnat că informații despre numeroasele tenative eșuate ale CIA de a-l asasina pe Castro⁠(d) ar putea să fi afectat cursul anchetei. Mai mult, Comisia Church a dezvăluit că CIA conspirase cu Mafia în aceste comploturi împotriva lui Castro. Aceste dezvăluiri au atras și mai mult atenția publicului asupra asasinatului.

### Comisia Selecționată a Camerei Reprezentanților pentru Asasinate
Ca urmare a scepticismului crescând în rândul publicului și al reprezentanților acestuia din Congres față de constatările Comisiei Warren și față de transparența agențiilor guvernamentale, în 1976 a fost înființată Comisia Selecționată a Camerei Reprezentanților pentru Asasinate (în engleză United States House Select Committee on Assassinations, pe scurt HSCA) pentru a investiga asasinatele lui Kennedy și Martin Luther King, Jr.
HSCA și-a desfășurat ancheta până în 1978 și și-a emis în anul următor raportul final în care trăgea concluzia că probabil Kennedy a fost asasinat în urma unei conspirații⁠(d). Ei au concluzionat că este o „probabilitate mare” să se fi tras un al patrulea foc de armă dinspre taluzul înierbat, dar au afirmat că acel glonț nu l-a nimerit pe Kennedy. Privind concluziile cum că o conspirație ar fi probabilă, patru din cei doisprezece membri ai comisiei au redactat opinii separate.
HSCA a concluzionat și că anchetele anterioare ale responzabilității lui Oswald fuseseră „riguroase și de încredere” dar că nu cercetaseră adecvat posibilitatea unei conspirații, și că agențiile federale s-au comportat cu „diverse grade de competență”. Anume, FBI și CIA au fost găsite cu deficiențe în împărtășirea de informații cu celelalte agenții și cu Comisia Warren. În loc să furnizeze toate informațiile relevante, FBI și CIA au răspuns doar la cereri precise și ocazional au răspuns inadecvat. Mai mult, Serviciul Secret nu a analizat corespunzător informațiile pe care le deținea dinaintea asasinatului și a fost inadecvat pregătit să-l protejeze pe Kennedy.
Principalul motiv pentru concluzia că o conspirație ar fi probabilă a fost, conform opiniilor separate din raport, analiza acustică (care ulterior a fost discreditată) a unei înregistrări Dictabelt a unui canal de comunicație al poliției⁠(d). Conform recomandărilor HSCA, înregistrarea Dictabelt și probele acustice despre un al doilea asasin au fost reanalizate ulterior. În lumina rapoartelor investigative ale Diviziei Servicii Tehnice a FBI și a unei Comisii a Academiei Naționale de Științe⁠(d) care a determinat că „datele acustice de încredere nu susțin o concluzie că ar fi existat un al doilea trăgător”, Departamentul de Justiție a concluzionat că „nu se pot identifica dovezi convingătoare care să susțină ipoteza unei conspirații” în cazul asasinării lui Kennedy.

### Legea JFK și Grupul de Revizuire a Arhivelor Asasinatelor

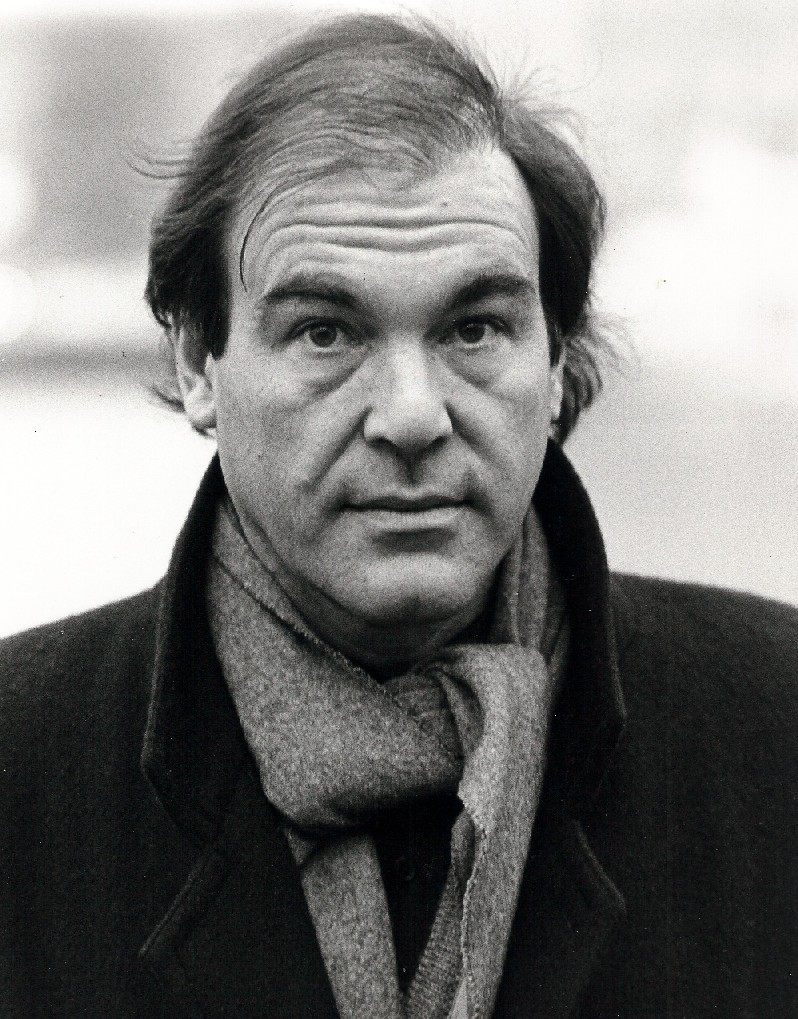
Filmul JFK din 1991 de Oliver Stone a inspirat „”, care obliga la desecretizarea tuturor dosarelor relevante.

În 1991, filmul JFK al lui Oliver Stone a reînnoit interesul față de asasinat și anume față de dosarele încă clasificate legate de crimă. Ca răspuns, Congresul a adoptat Legea Arhivelor JFK⁠(d), care a cerut Arhivelor Naționale să strângă și sa publice toate documentele legate de asasinat în termen de 25 de ani. Legea obliga și la înființarea unui oficiu independent, Grupul de Revizuire a Arhivelor Asasinatelor⁠(d), pentru a revizui arhivele și a stabili dacă sunt complete și dacă încă sunt documente nepublicate. Din 1994 până în 1998, Grupul a strâns și a desigilat circa 60.000 de documente cuprinzând peste 4 milioane de pagini.
Un raport din 1998 al Grupului de Revizuire a Arhivelor Asasinatelor și-a declarat suspiciunile că fotografiile creierului din arhivele Kennedy nu ar fi ale creierului lui Kennedy, și că ar prezenta distrugeri mult mai reduse decât a suferit Kennedy. Dr. Boswell a contrazis aceste afirmații. Grupul a găsit și că, în contradicție cu imaginile fotografice care nu indică așa ceva, mai mulți martori (atât de la spitalul Parkland cât și de la autopsie) își aminteau o rană mai mare în spatele capului lui Kennedy. Grupul, mai ales prin vocea membrului său Jeremy Gunn, a remarcat probleme cu declarațiile martorilor, cerând cântărirea tuturor dovezilor, ținând cont și de eroarea umană, atenționând să nu se ia afirmații disparate drept „dovezi” în sprijinul unei ipoteze sau al alteia.

Toate arhivele legate de asasinat urmau să fie publicate până în octombrie 2017, cu excepția documentelor certificate pentru continuarea amânării publicării de către președinți succesivi datorită „răului identificabil [pe care îl pot produce] armatei, apărării, operațiunilor de informații, aplicării legii, sau relațiilor externe... de asemenea gravitate încât să precumpănească față de interesul public în dezvăluirea lor.” Președintele Donald Trump a afirmat în octombrie 2017 că nu va bloca publicarea documentelor, dar în aprilie 2018—termenul limită stabilit de el pentru publicarea arhivelor JFK—Trump a blocat publicarea unor arhive până în octombrie 2021. Din cauza  pandemiei de COVID-19, președintele Joe Biden a amânat și mai mult publicarea lor, dar a publicat în cele din urmă 13.173 de documente neredactate în 2022. Un al doilea grup de dosare a fost desigilat în iunie June 2023, moment în care 99% din documente erau deja publice.

## Teoriile conspirației
Asasinarea lui Kennedy a fost descrisă drept „mama tuturor conspirațiilor”. Timp de decenii, multe sondaje de opinie au găsit în mod repetat că o majoritate a americanilor crede că ar fi avut loc o conspirație; între 1000 și 2000 de cărți—în principal conspiraționiste—au fost scrise despre crimă. Între diferitele teorii, rolul lui Oswald variază de la co-conspirator la cu totul nevinovat. Printre vinovații suspectați frecvent se numără FBI, CIA, armata SUA, Mafia, complexul militar-industrial⁠(d), vicepreședintele Johnson, Castro, KGB, sau o combinație a acestora. Bugliosi a estimat că diverse teorii ale conspirației acuză un total de 42 de grupuri, 82 de asasini, și 214 de persoane.
Conspiraționștii susțin adesea că ar fi fost mai mulți trăgători—o „triangulare de foc încrucișat”—și gă glonțul fatal a fost tras dinspre taluzul înierbat și l-a lovit pe Kennedy în partea din față a capului. Indivizii prezenți în Dealey Plaza au fost subiect de multe speculații, inclusiv cei trei vagabonzi⁠(d), omul cu umbrelă⁠(d), și presupusul Badge Man⁠(d). Conspiraționiștii susțin că autopsia și anchetele oficiale au fost defectuoase sau, în cel mai rău caz, complice, și că martorii la asasinarea lui Kennedy au avut morți suspecte sau misterioase.
Conspiraționiștii au fost încurajați și alimentați de figuri notabile, cum ar fi L. Fletcher Prouty⁠(d), șeful Operațiunilor Speciale pentru Statul Major General⁠(d) sub Kennedy, care credea că elemente ale armatei SUA și ale comunității de informații conspiraseră pentru a-l asasina pe președinte. Guvernatorul Connally a respins și el teoria unui singur glonț, iar președintele Johnson și-ar fi exprimat înainte de a muri îndoieli față de concluziile Comisiei Warren. Conform lui Robert F. Kennedy Jr., tatăl lui credea că Raportul Warren este o „măsluială dubioasă” și că John F. Kennedy fusese omorât de o conspirație, în care posibil ar fi fost implicați exilați cubanezi și CIA. Dictatorii comuniști cum ar fi Castro și liderul sovietic Nikita Hrușciov credeau că Kennedy fusese ucis de americani de dreapta. Fostul director al CIA R. James Woolsey⁠(d) a susținut că Oswald l-a omorât pe Kennedy ca parte a unei conspirații sovietice.

## Memoria

### Impactul politic și memorializarea

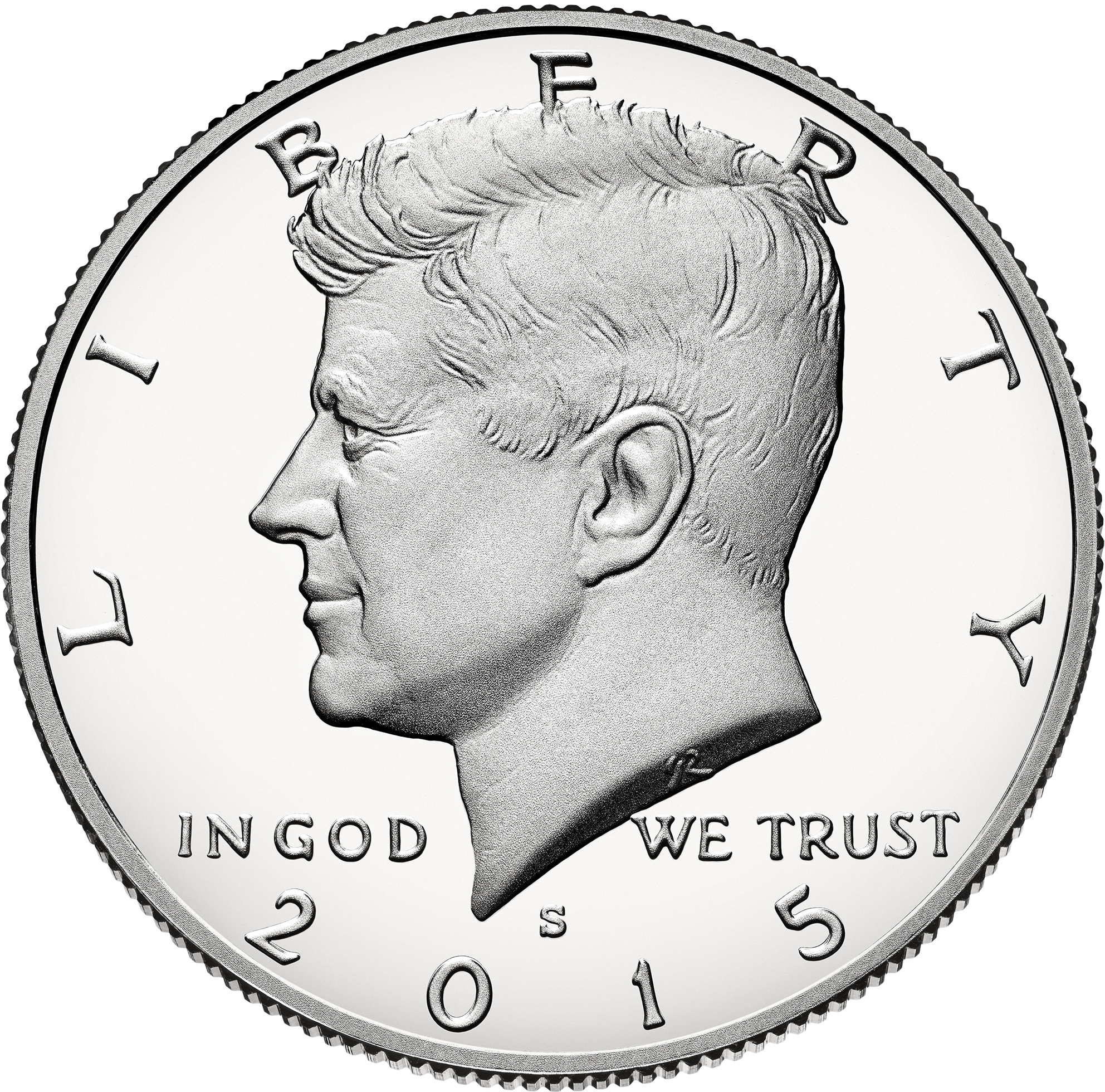
Congresul a autorizat baterea unei noi monede de 50 de cenți cu chipul lui Kennedy în decembrie 1963.

Pe 27 noiembrie—cinci zile după asasinat—președintele Johnson și-a ținut discursul „Să continuăm⁠(d)” în fața Congresului. În această cuvântare care a ținut loc de discurs inaugural⁠(d), Johnson a cerut înfăptuirea politicilor lui Kennedy, în special pe tema drepturilor civile⁠(d); acest efort s-a materializat curând prin Legea drepturilor civile din 1964. Confuzia privind detaliile particulare ale succesiunii lui Johnson au condus la al XXV-lea amendament la Constituția SUA⁠(d), adoptat în 1967 prin care se clarifica faptul că vicepreședintele devine automat președinte la moartea președintelui.
Pe 29 noiembrie, președintele Johnson a emis ordinul executiv nr. 11129, prin care Capului Canaveral—care purta acest nume încă de prin 1530—i se schimba numele în Capul Kennedy. Centrul de Operațiuni de Lansare al NASA, aflat pe acel cap, a primit și el numele de Centrul Spațial Kennedy. Guvernul federal l-a comemorat pe Kennedy și în alte feluri, cum ar fi înlocuirea monedei de 50 de cenți cu chipul lui Benjamin Franklin⁠(d) cu una cu chipul lui Kennedy⁠(d), și schimbând numele Centrului Cultural Național, aflat în fază de proiect de multă vreme, din Washington, D.C. în Centrul John F. Kennedy pentru Arte Interpretative⁠(d). Aeroportul principal din New York City a primit și el numele de Aeroportul Internațional John F. Kennedy.
Asasinarea lui Kennedy a avut ca urmare și o reformă a Serviciului Secret și a procedurilor lui. Limuzinele deschise au fost eliminate, personalul a fost mărit semnificativ, și s-au înființat echipe specializate, cum ar fi unitățile de contra-lunetiști⁠(d). Bugetul agenției a fost și el crescut, de la 5,5 milioane de dolari în 1963 (echivalent cu $44.000.000 in 2017) la peste 1,6 miliarde de dolari 50 de ani mai târziu în 2013.

### Impactul cultural și ilustrările
Asasinarea lui John F. Kennedy a fost primul din cele patru mari asasinate din anii 1960: doi ani mai târziu, în 1965, a avut loc asasinarea lui Malcolm X⁠(d), și cinci ani mai târziu, în 1968, cele ale lui Martin Luther King Jr. și Robert F. Kennedy. Pentru public, asasinarea lui Kennedy l-a transformat într-o figură eroică legendară. Deși politologii îl consideră de regulă pe Kennedy a fi fost un președinte bun, dar nu extraordinar, în sondajele de opinie publică el apare constant ca cel mai popular președinte de după al Doilea Război Mondial.
Uciderea lui Kennedy a lăsat o impresie de durată⁠(d) asupra multor oameni din toată lumea. Ca și atacul de la Pearl Harbor din 7 decembrie 1941, și, mai târziu, atacurile din 11 septembrie 2001, întrebarea „unde erai când ai aflat de asasinarea președintelui Kennedy?” a devenit un subiect tipic de conversație. Jurnalistul Dan Rather⁠(d) a opinat că asasinarea lui Kennedy avea să fie discutată și „o sută de ani de acum încolo, o mie de ani de acum încolo, cam în același fel în care oamenii discută Iliada. Oameni diferiți citesc descrierea făcută de Homer războiului și ajung la concluzii diferite, la fel va fi și cu moartea lui Kennedy.”
Împreună cu filmul JFK al lui Oliver Stone, asasinatul a fost ilustrat în mai multe filme: primul film în care a apărut asasinatul a fost Executive Action⁠(d) (1973) după un scenariu al conspiraționistului Dalton Trumbo. Pe lângă ilustrările explicite, unii critici au susținut că filmul Zapruder—el însuși apărut în multe filme și episoade de televiziune—a promovat genul Cinéma vérité⁠(d) sau a inspirat mai multe ilustrări grafice ale violenței⁠(d) în cinematografia americană. Multe lucrări literare au explorat și ele asasinatul, cum ar fi romanul lui Don DeLillo⁠(d) din 1988 Libra⁠(d), în care Oswald este agent CIA, lucrarea lui James Ellroy din 1995 American Tabloid⁠(d), și romanul SF cu călătorii în timp scris de Stephen King în 2011 11/22/63. Tot în genul SF al călătoriilor în timp, în romanul laureat al Premiului Nebula Timperfect (1980) al lui Gregory Benford, mesaje trimise înapoi în timp cauzează accidental prevenirea asasinării lui Kennedy. Asasinatul a apărut și în mai multe compoziții muzicale cum ar fi piesa Elegy for J.F.K.⁠(d) a lui Igor Stravinsky din 1964 și cântecul lui Phil Ochs⁠(d) din 1966 „Crucifixion⁠(d)”, care se spune că l-ar fi făcut pe Robert Kennedy să plângă. Alte cântece au fost „Abraham, Martin and John⁠(d)” (1968) și „Murder Most Foul⁠(d) (2020) al lui Bob Dylan.

### Artifacte, muzee, și locuri

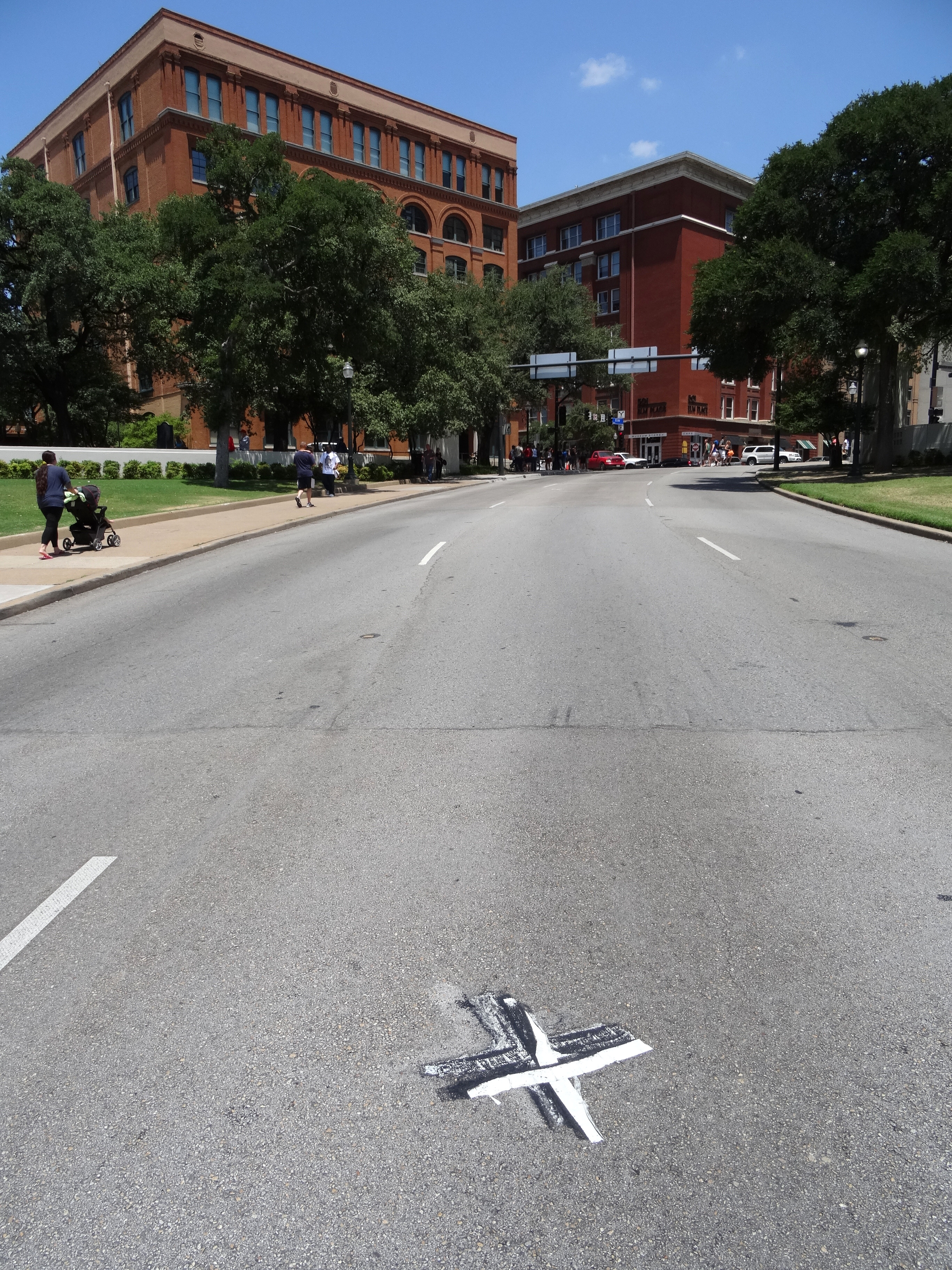
Un "X" pe drumul din marchează locul unde Kennedy a fost lovit de glonțul fatal.

În 1993, National Park Service⁠(d) a desemnat Dealey Plaza, clădirile înconjurătoare, supratraversarea, și o porțiune din depoul feroviar drept arie-monument istoric național⁠(d). Depozitul și Muzeul Etajul Șase⁠(d), operat de primăria Dallas, atrag peste 325.000 de vizitatori anual.
Avionul Boeing 707⁠(d) care servea drept Air Force One la momentul asasinatului este expus la Muzeul Național al Forțelor Aeriene ale SUA⁠(d); limuzina lui Kennedy este la Muzeul Henry Ford⁠(d). Catafalcul Lincoln⁠(d), pe care a fost așezat sicriul lui Kennedy în Capitoliu, este expus la Centrul de Vizitare al Capitoliului⁠(d). Costumul roz al lui Jacqueline, radiografiile de la autopsie, și hainele pătate de sânge ale președintelui Kennedy sunt în Arhivele Naționale, accesul la ele fiind controlat de familia Kennedy. Printre alte obiecte aflate la Arhive se numără echipamentul unității de primiri urgențe de la Parkland Hospital; pușca, jurnalul și revolverul lui Oswald; fragmente de gloanțe; și parbrizul limuzinei. Arhivele Statului Texas conservă hainele găurite de glonț ale lui Connally; pistolul cu care Ruby l-a împușcat pe Oswald a intrat în posesia lui Earl, fratele lui Ruby, și a fost vândut în 1991 pentru 220.000 de dolari (echivalent cu $400.000 in 2017).
La îndrumarea lui Robert F. Kennedy, unele obiecte au fost distruse. Sicriul în care a fost transportat trupul lui Kennedy de la Dallas la Washington a fost aruncat în mare, deoarece „expunerea lui publică ar fi extrem de jignitoare și contrară politicilor publice”.